# Treis-Karden
Treis-Karden an der Mosel ist eine Ortsgemeinde im Landkreis Cochem-Zell in Rheinland-Pfalz. Sie gehört seit dem 1. Juli 2014 der Verbandsgemeinde Cochem an. Treis-Karden ist gemäß Landesplanung als Grundzentrum ausgewiesen. Der heutige Ortsteil Karden wurde bis zum 6. Dezember 1935 amtlich Carden geschrieben.

## Geographie
Treis-Karden liegt im „Klotten-Treiser Moseltal“ im Landschaftsschutzgebiet „Moselgebiet von Schweich bis Koblenz“. Der links der Mosel liegende Ortsteil Karden erreicht auf den Anhöhen den „Kaisersescher Eifelrand“. Treis, rechts der Mosel, liegt teilweise im „Nordöstlichen Moselhunsrück“.
Zum Ortsteil Karden gehören auch die Wohnplätze Klickerterhof und Windhäuser Höfe; zum Ortsteil Treis die Wohnplätze Kloster Maria Engelport, Auf Allmesch, Beurenhof, Gotteshäuserhof, Grenzhäuserhof, Honshäuserhof, Lützbach, Piesmühle und Wildburgmühle.
Nordöstlich von Treis-Karden liegt die Mosel-Staustufe Müden.

## Geschichte

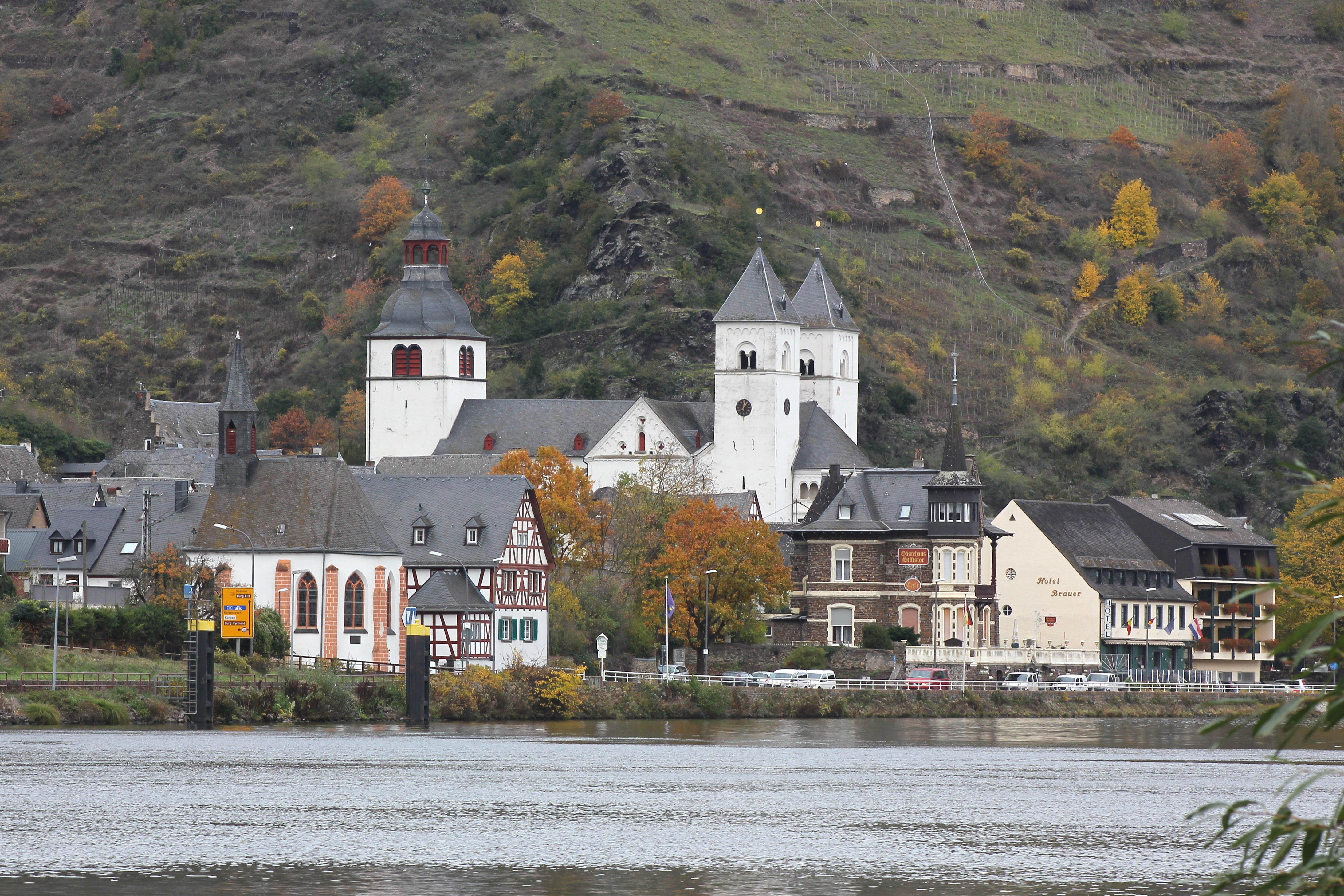
Blick von Treis auf Karden mit der Stiftskirche St. Castor

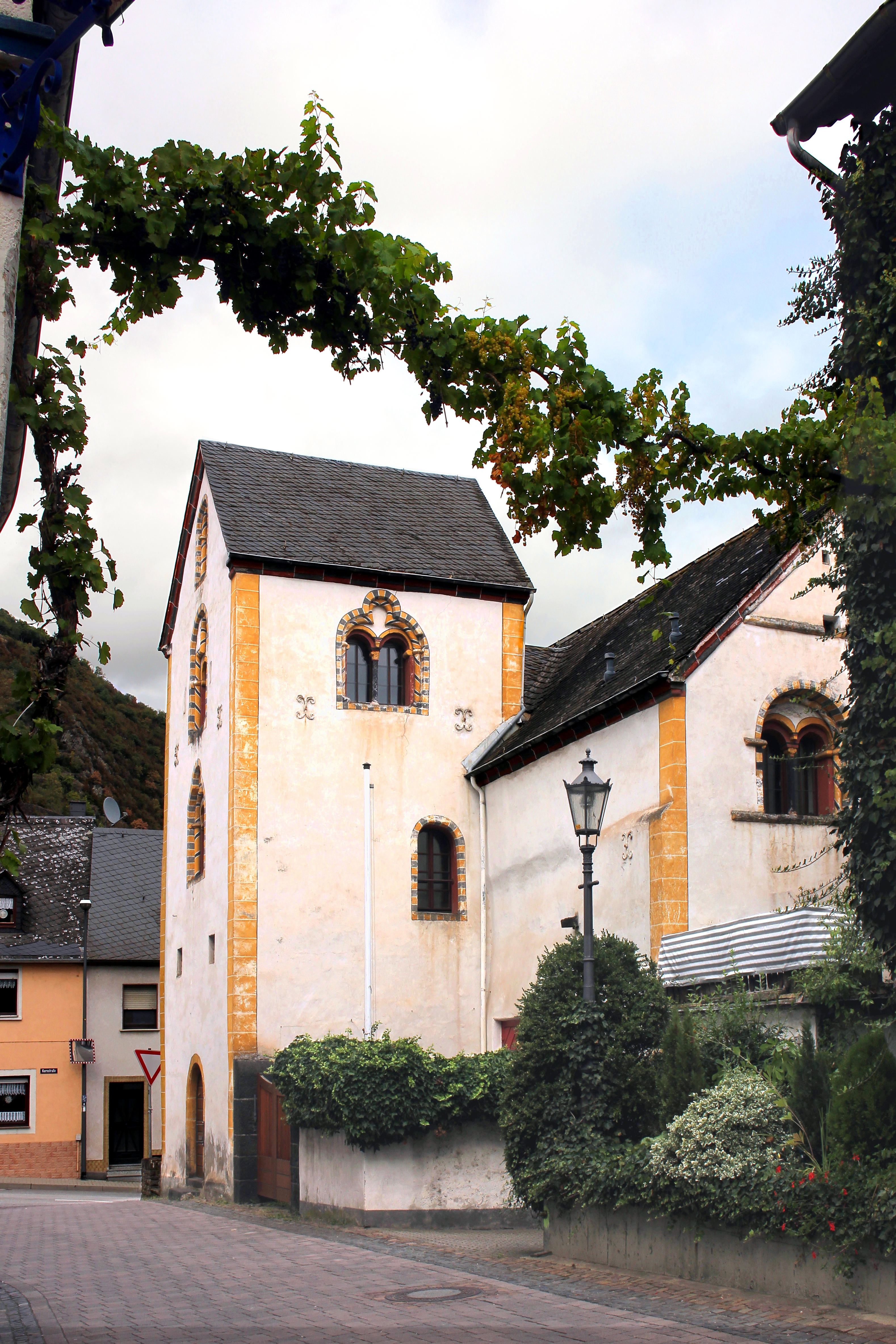
Haus Korbisch

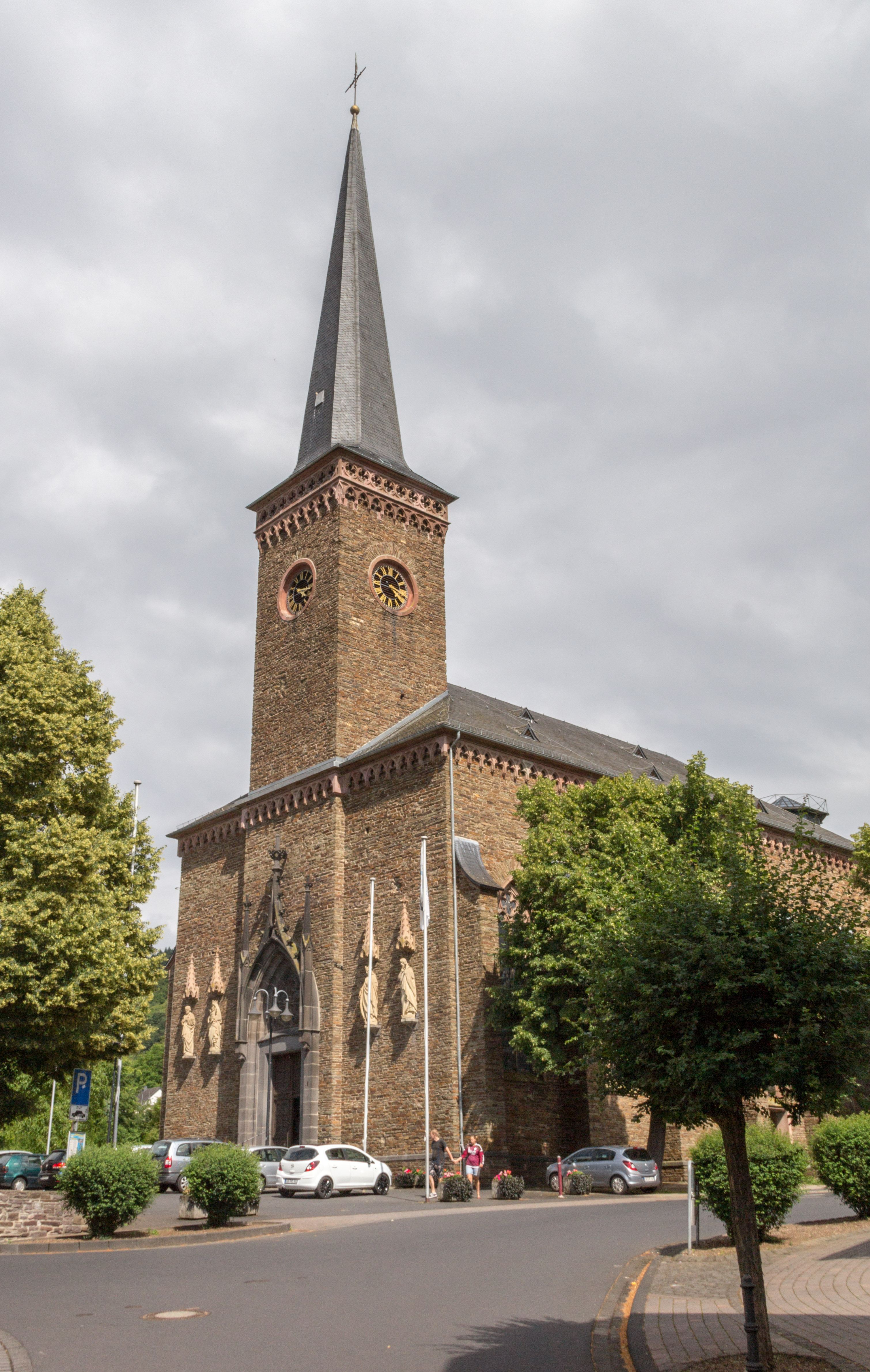
St. Johannes der Täufer

### Karden
Bereits im 4. Jahrhundert soll der heilige Castor in Karden eine christliche Gemeinschaft gegründet haben. Die Gebeine des Castor von Karden kamen im 9. Jahrhundert teilweise in die Kastorkirche von Koblenz. Karden (Cardena) hatte in der Antike und im Mittelalter eine große Bedeutung. Die Geschichte des Orts wurde vom bis 1802 bestehenden Kollegiatstift St. Castor bestimmt. Karden war Zentrum eines Archidiakonats. Der Propst des Stiftes war in Personalunion einer der fünf Archidiakone des Erzbistums Trier.
Frühe Namensnennungen
Bereits der römische Vicus trug den Namen Cardena. Der Ort wurde im 6. Jahrhundert als „Cartodomus“ bezeichnet, nach einem hochmittelalterlichen Translationsbericht der Magnerich-Vita soll der Name auf die nahen Moselhänge und die dadurch verursachte Enge des Tals als „Carta-domus“ im Sinne von coarta domus = eingeengtes Haus zurückgehen.

### Pellenz
Im Mittelalter lag auf Treiser Gemarkung am Fuße des Eierberges an einer Furt durch die Mosel gegenüber der Einmündung des Brohlbaches in die Mosel die später untergegangene Siedlung Pellenz, die in einer Urkunde von 1246 als Palence benannt wird (et vineam in Palence et ortum ibidem iacentem) sowie 1252 über einen dortigen Weinberg (vinea, sita in Pellenze super Kystam).

### Treis
Treis war Hauptort des Trechirgaus. Das Aussterben der Gaugrafen (Berthold/Bezeline) Ende des 11. Jahrhunderts führte zu einer Reihe von Auseinandersetzungen. So versuchten die Grafen von Salm/Rheineck Treis mit Umland unter ihre Kontrolle zu bringen. Bereits 1121 zerstörte Heinrich V. die Burg, um Pfalzgraf Gottfried von Calw zu unterstützen. Angeblich hatte Otto von Salm die Burg kurz zuvor neu errichtet. Beim Kampf Ottos von Rheineck (Sohn von Otto I. von Salm) mit Hermann von Stahleck um die rheinische Pfalzgrafschaft fiel Treis schließlich 1148 unter die Herrschaft von Kurtrier und verblieb dort bis zum Ende des 18. Jahrhunderts (nach weiteren Erwerbungen 1197 und 1294).
Ab 1794 standen beide Orte unter französischer Herrschaft. 1798 wurde Treis zum Hauptort des Kantons Treis im Rhein-Mosel-Departement. 1815 wurde die Region auf dem Wiener Kongress dem Königreich Preußen zugeordnet.
Vom 10. März 1944 bis zum 14. September 1944 bestand in Treis ein Teil des Konzentrationslagers Bruttig-Treis.
Seit 1946 sind die Orte Treis und Karden Teil des damals neu gebildeten Landes Rheinland-Pfalz.
Am 7. Juni 1969 wurde aus den beiden bis dahin eigenständigen Gemeinden Treis und Karden die neue Gemeinde Treis-Karden gebildet.
Bis zum 30. Juni 2014 war Treis-Karden Verwaltungssitz einer gleichzeitig aufgelösten Verbandsgemeinde. Der Verbandsgemeinde Treis-Karden gehörten 17 Ortsgemeinden an.
Statistik zur Einwohnerentwicklung
Die Entwicklung der Einwohnerzahl von Treis-Karden bezogen auf das heutige Gemeindegebiet: die Werte von 1871 bis 1987 beruhen auf Volkszählungen:
| Jahr | Einwohner |
| ---- | --------- |
| 1815 | 1.438     |
| 1835 | 1.906     |
| 1871 | 2.099     |
| 1905 | 2.095     |
| 1939 | 2.113     |
| 1950 | 2.415     |

| Jahr | Einwohner |
| ---- | --------- |
| 1961 | 2.783     |
| 1970 | 2.791     |
| 1987 | 2.478     |
| 2005 | 2.349     |
| 2011 | 2.262     |
| 2017 | 2.203     |

## Politik

### Gemeinderat
Der Gemeinderat in Treis-Karden besteht aus 16 Ratsmitgliedern, die bei der Kommunalwahl am 9. Juni 2024 in einer Mehrheitswahl gewählt wurden, und dem ehrenamtlichen Ortsbürgermeister als Vorsitzendem. Bis zur Wahl 2019 wurde in einer personalisierten Verhältniswahl gewählt, da mehrere Wahlvorschlagslisten eingereicht wurden.
Die Sitzverteilung im Gemeinderat:
| Wahl | SPD               | CDU               | FDP               | WGR               | Gesamt       |
| ---- | ----------------- | ----------------- | ----------------- | ----------------- | ------------ |
| 2024 | per Mehrheitswahl | per Mehrheitswahl | per Mehrheitswahl | per Mehrheitswahl | [00]16 Sitze |
| 2019 | 4                 | 07                | 1                 | 4                 | [00]16 Sitze |
| 2014 | 5                 | 07                | 1                 | 3                 | 16 Sitze     |
| 2009 | 5                 | 09                | 2                 | –                 | 16 Sitze     |
| 2004 | 5                 | 10                | 1                 | –                 | 16 Sitze     |

### Bürgermeister
Hans-Josef Bleser (CDU) wurde am 27. Juni 2019 Ortsbürgermeister von Treis-Karden. Bei der Direktwahl am 9. Juni 2024 wurde er mit 96,2 % (1165 von 1211 gültigen Stimmen) für weitere fünf Jahre gewählt. Einen Gegenkandidaten gab es nicht.
Blesers Vorgänger Philipp Thönnes (CDU) hatte das Amt zwölf Jahre ausgeübt.

## Sehenswürdigkeiten

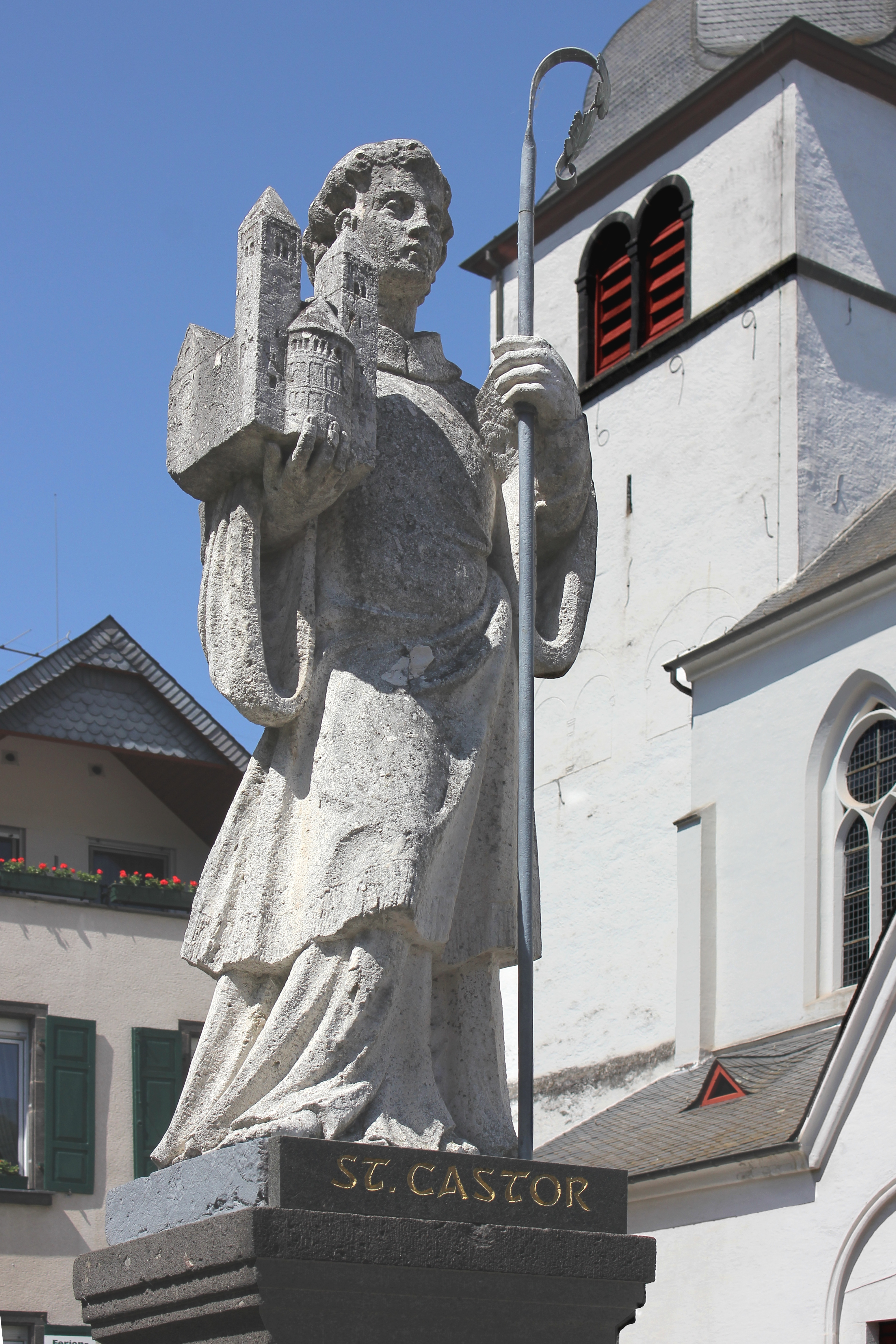
St. Castor auf dem Castor-Brunnen

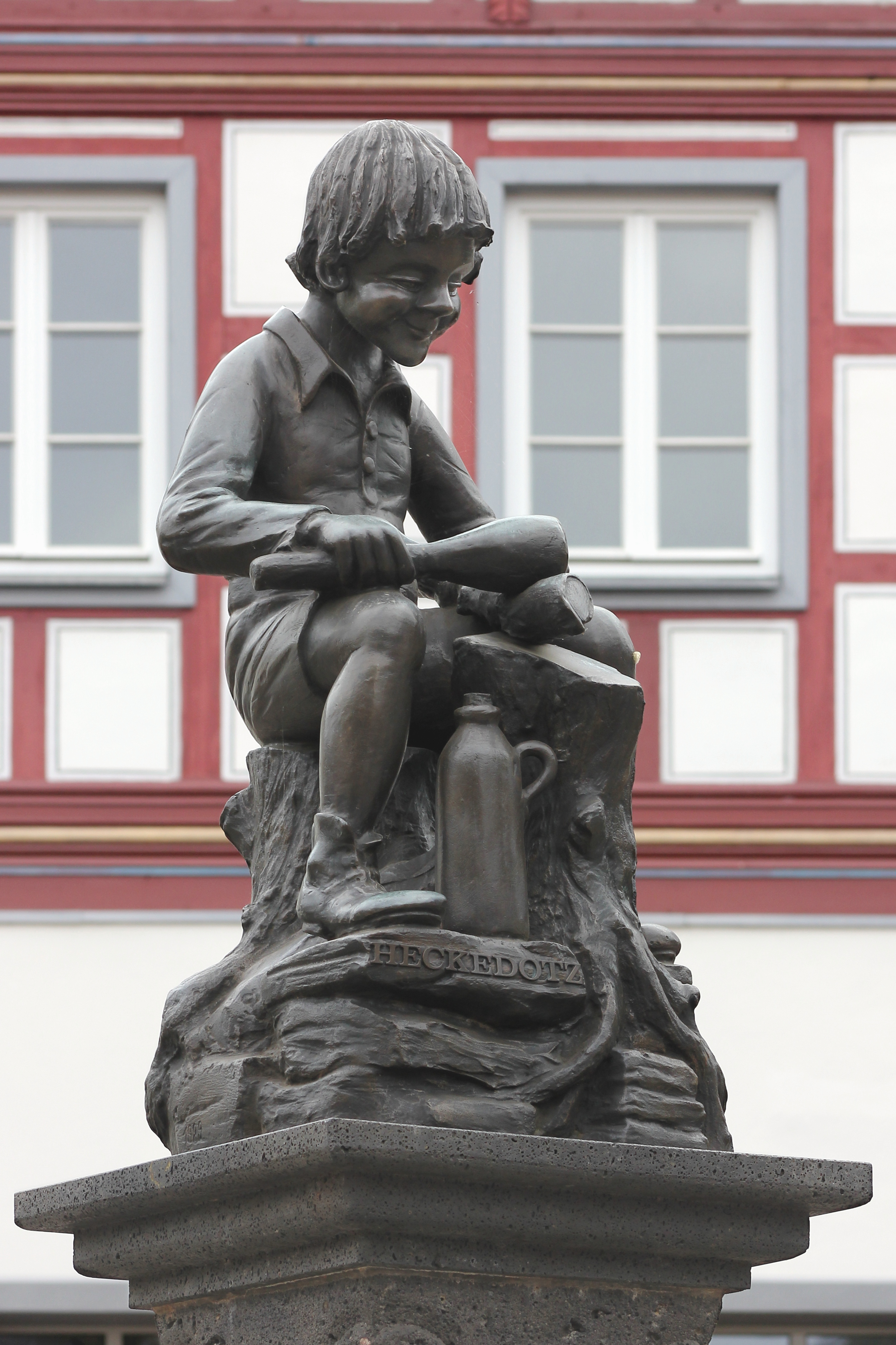
Heckedotz-Skulptur auf dem Marktplatzbrunnen in Treis

- Die ehemalige Stiftskirche St. Castor in Karden (ursprünglich ein romanischer Bau) gilt als „Moseldom“. Ein Stiftsmuseum erinnert an die große Vergangenheit des Orts.
- Bemerkenswert ist das Ensemble der romanischen Bauten des Stiftsbezirks mit dem sogenannten „Korbisch“ (Verballhornung von Chorbischof), dem ehemaligen Wohngebäude des Propstes und dem Stiftsherrenbau (Karden). Gotische Fresken (Ende 15. Jahrhundert) in der ehemaligen Stiftsschule Karden zeigen ungewöhnlicherweise ein weltliches Thema: die Sage von Heinrich dem Löwen. Ebenso sind Szenen aus der Susannengeschichte zu sehen.
- Castor-Brunnen auf dem Lindenplatz in Karden. Der achteckige Brunnen mit einer viereckigen Stele und der Statue des hl. Castor in der Mitte wurde am 30. Juli 1922 als Denkmal zu Ehren des Heiligen und im Andenken an die Gefallenen des Ersten Weltkriegs eingeweiht. Links und rechts der Stele zu Füßen des Heiligen liegen zwei in Basalt gehauene scheinbar friedlich ruhende Löwen. Die Statue ist aus einem hellen Stein gearbeitet. Im Mai 1958 wurde der Brunnen abgebaut und die Stele mit der Figur als Kriegerdenkmal in den Garten am Kreuzgang der Stiftskirche versetzt. Seit 1994 steht er wieder an seinem ursprünglichen Platz. Eingeweiht wurden der neu gestaltete Lindenplatz und das Brunnendenkmal am 2. Oktober.[16]
- Die Georgskapelle ist ein kleiner gotischer Sakralbau aus dem 14. Jahrhundert, seit 1857 evangelische Kirche.
- Ein markantes Gebäude des 16. Jahrhunderts ist das alte Burghaus bzw. kurtrierische Amtshaus am Ortseingang von Karden.
- Am Eingang des Friedhofs von Karden steht der im 13. Jahrhundert erbaute Turm der ehemaligen Pfarrkirche St. Maria oder Liebfrauen.
- 1823 bis 1831 errichtete der Koblenzer Architekt Johann Claudius von Lassaulx die katholische Pfarrkirche St. Johannes der Täufer in Treis, einen bedeutenden Bau des Spitzbogenstils im Rheinland.
- In der Straße Am Rathaus ist die Katharinenkapelle, der Chor der alten Pfarrkirche aus dem 15. Jahrhundert, erhalten. Nach dem Bau der neuen Kirche wurde die alte aufgegeben und das Kirchenschiff 1833/36 zum Teil in den Bau des Rathauses einbezogen. Im Krieg 1945 wurden das Rathaus und das Kirchenschiff zerstört.
- Heckedotzbrunnen mit Bronzeskulptur von Fritz Berlin, Koblenz, auf dem Marktplatz in Treis. Der Heckedotz ist ein kleiner schelmischer Junge. Auf dem Brunnen ist er damit beschäftigt, mit einem Holzschlägel die Lohe bzw. Rinde von einem in der Hecke geschlagenen Eichenast zu lösen. Die Skulptur wurde am 11. November 1989 auf den bereits am 30. April 1989 eingeweihten Brunnen gesetzt. Die Basaltreliefs am Brunnen schuf Gerhard Zenzen aus Ulmen nach Vorlagen von Heinrich Sausen aus Treis. Zur Entstehung des Namens „Heckedotz“, der mitunter auch als Spitzname für die Treiser gebraucht wird, sagt Bürgermeister Hans-Josef Bleser in einem Film der Landesschau Rheinland-Pfalz: „Der Name ‚Heckedotz‘ kommt daher, dass früher hier viel in den Hecken gearbeitet wurde …, und ab und zu kam’s dann auch dazu, dass die Frauen vorbeikamen und das Kesselchen, wie man gesagt hat, also das Mittagessen vorbeibrachten, und wenn dann nicht nur die Arbeit an erster Stelle stand, konnte es natürlich sein, dass in den Treiser Hecken auch mal ein kleiner Heckendotz gezeugt wurde.“[17]
- Gut einen Kilometer südlich von Treis steht die Ruine der Burg Treis. Nur wenige hundert Meter weiter südlich liegt die mittlerweile größtenteils wiederaufgebaute Wildburg.
- Rund 8 km südlich liegt im Flaumbachtal das heute von den Anbetungsschwestern des königlichen Herzens Jesu bewohnte Kloster Maria Engelport. Es ist eine katholische Wallfahrtsstätte für die Region.
- Auf dem Martberg über der Mosel sind Reste einer keltischen Siedlung und eines römischen Tempelbezirks erhalten.
- Die Zilleskapelle auf dem nördlich von Treis gelegenen Zillesberg ist erstmals urkundlich für 1257 als Eremitage belegt.

Siehe auch:
- Liste der Kulturdenkmäler in Treis-Karden
- Liste der Naturdenkmale in Treis-Karden

## Brauchtum

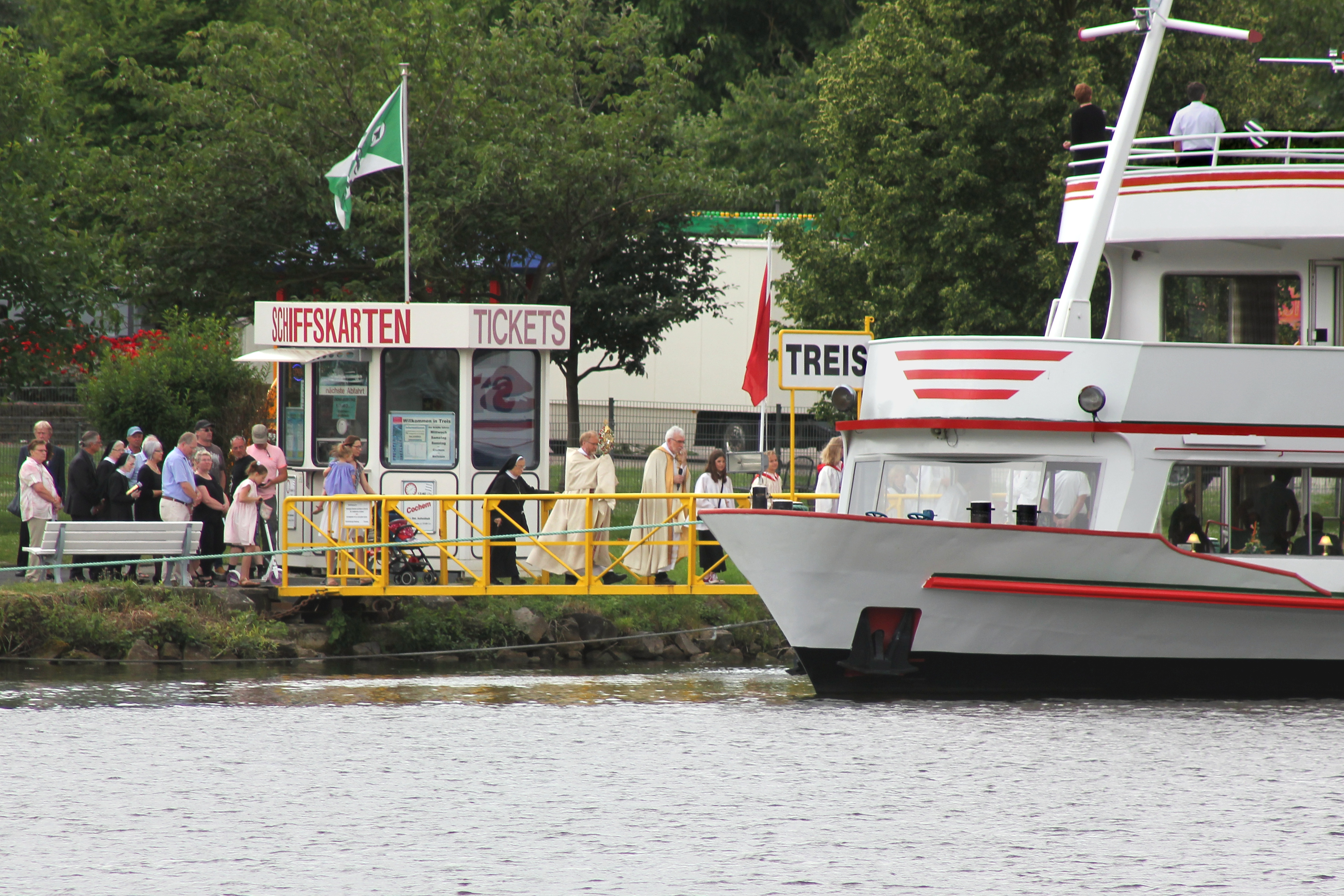
Schiffsprozession an Fronleichnam in Treis-Karden (2019)

Außer Kirmes, Castorfest im Februar, Katharinenmarkt im November und dergleichen gehört die Schiffsprozession an Fronleichnam zum Brauchtum in Treis-Karden, die alljährlich im Wechsel von Treis nach Karden auf der gegenüberliegenden Moselseite und umgekehrt führt. Diese Tradition soll auf das 17. Jahrhundert zurückgehen, als es auf der Mosel schon Prozessionen vom Kardener Stift St. Castor aus unter Einbeziehung der Orte Treis, Müden und Pommern gegeben habe. 1732 untersagte der Bischof diese Art der Prozession, die erst 263 Jahre später, nämlich zum Fronleichnamsfest 1995 wieder erlaubt wurde. Der Feiertag beginnt mit einer Messe in der Stiftskirche St. Castor in Karden oder in der Treiser Kirche St. Johannes der Täufer. Anschließend begleiten Messdiener, Fahnenabordnungen, Musikkapelle und die Gläubigen das Allerheiligste in der Monstranz, die der Priester unter einem Baldachin trägt, dem sogenannten „Himmel“, durch die Straßen zur Schiffsanlegestelle und zur rund 600 Meter langen Fahrt auf der Mosel. Auf dem Weg zum Schiff und nachher vom Schiff zur Kirche wird zweimal der Segen erteilt, in Karden einmal am „Bildchen“, dem Muttergottesbildstock an der Kreuzung von St.-Castor-Straße, Maximinstraße und St.-Georgs-Straße. Das Schiff und einen Bus, der die Teilnehmerinnen und Teilnehmer aus dem gegenüberliegenden Ortsteil morgens zum Gottesdienst und nach dem Schlusssegen nach Hause bringt, stellen die Eigner kostenlos zur Verfügung.

## Freizeit, Tourismus

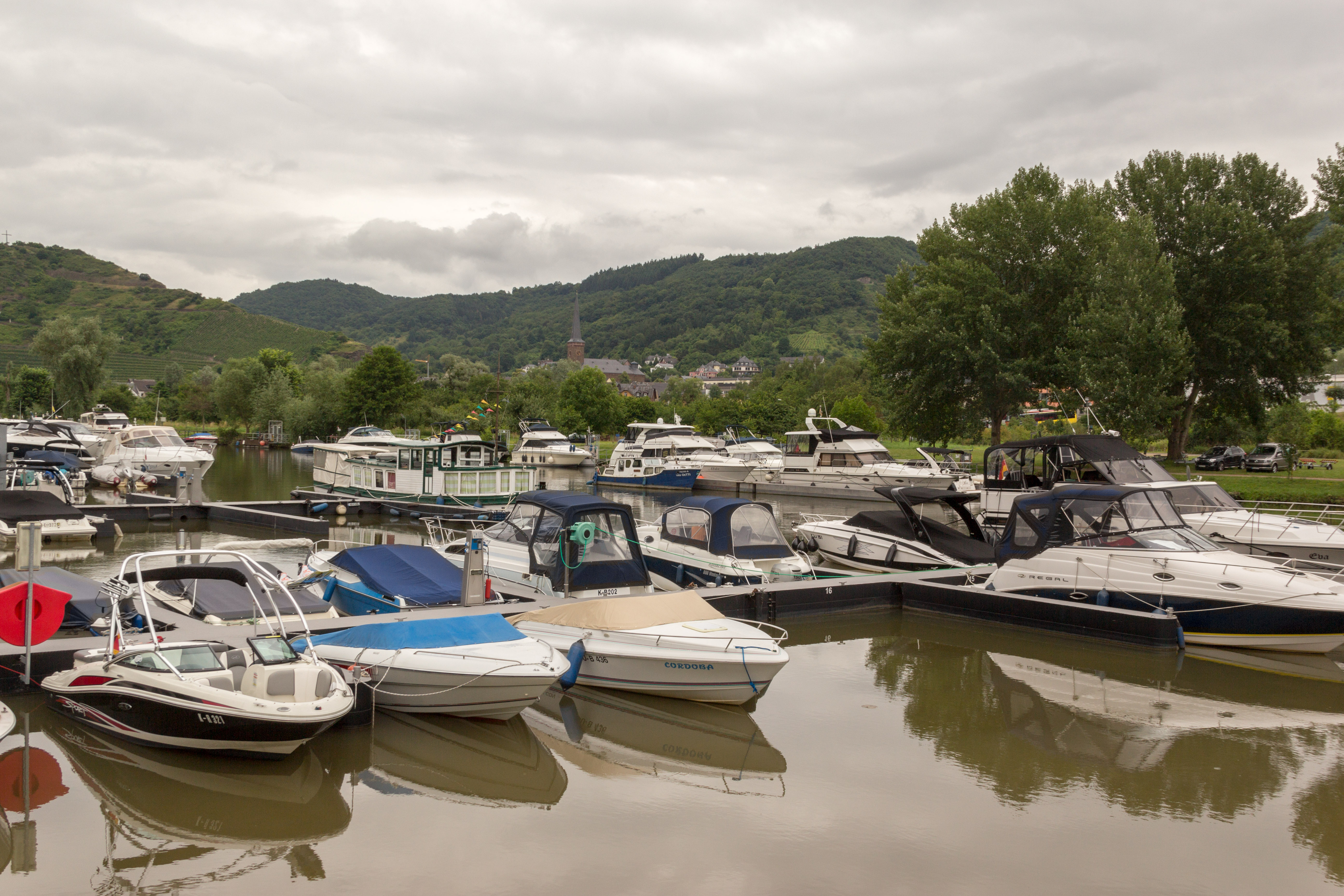
Yachthafen

### Freizeit- und Sportanlagen in Treis
Erlebnisbad, Sportstadion, Ruderhaus, Minigolf, Tennisplätze, Campingplatz, Wohnmobilstellplätze und Yachthafen.

### Schiffsanlegestellen Mosel
Drei Schiffsanlegestellen, zwei in Treis und eine in Karden. Von hier werden Schiffsfahrten nach Cochem, Beilstein, Bullay, Zell und Koblenz angeboten.

## Bildung
- Kindergarten Treis-Karden OT Treis
- Konrad-Adenauer-Schule, Grund- und Realschule Plus Treis-Karden OT Treis

## Verkehr

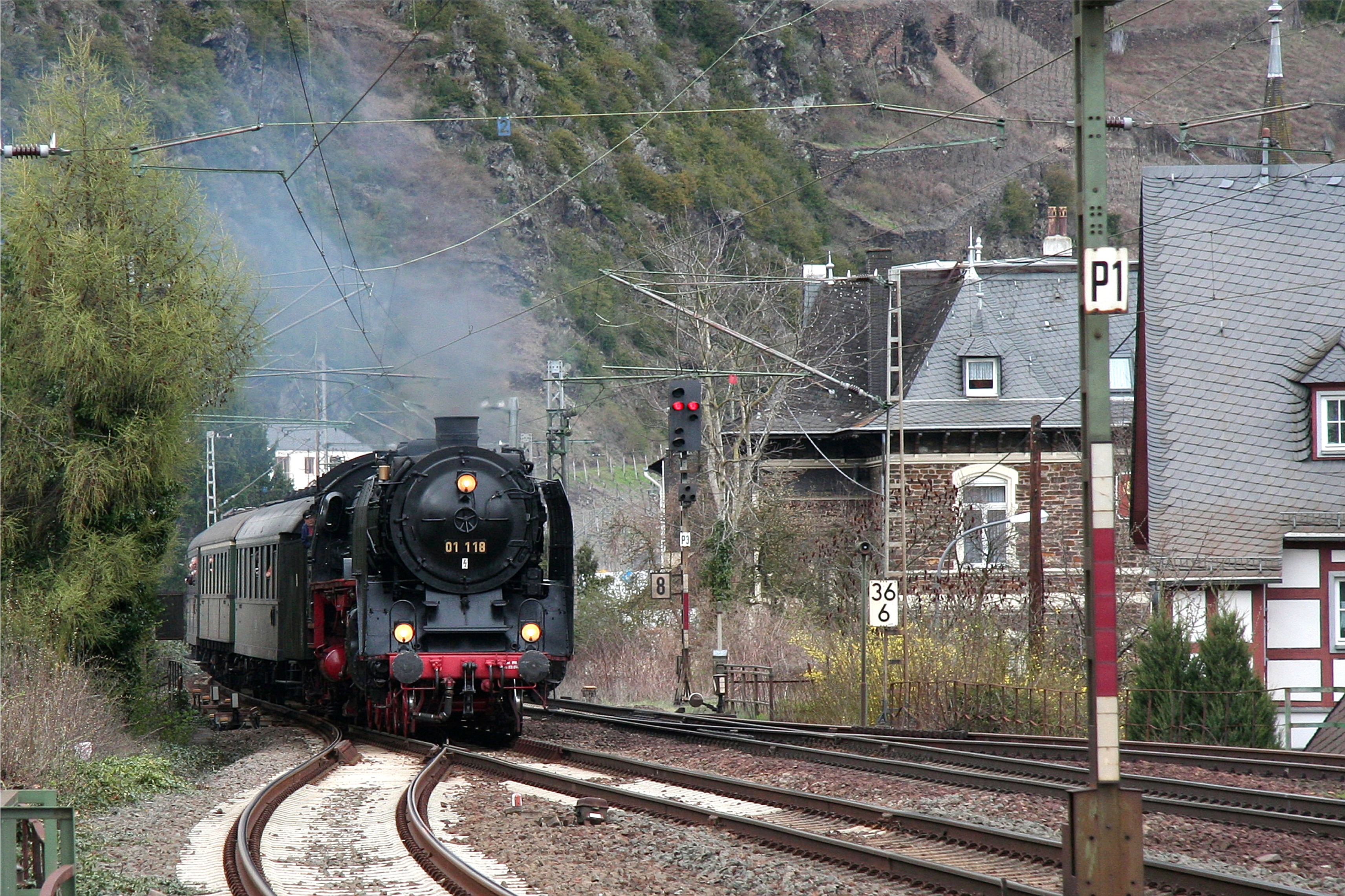
Nostalgiezug vor der Einfahrt in Treis-Karden

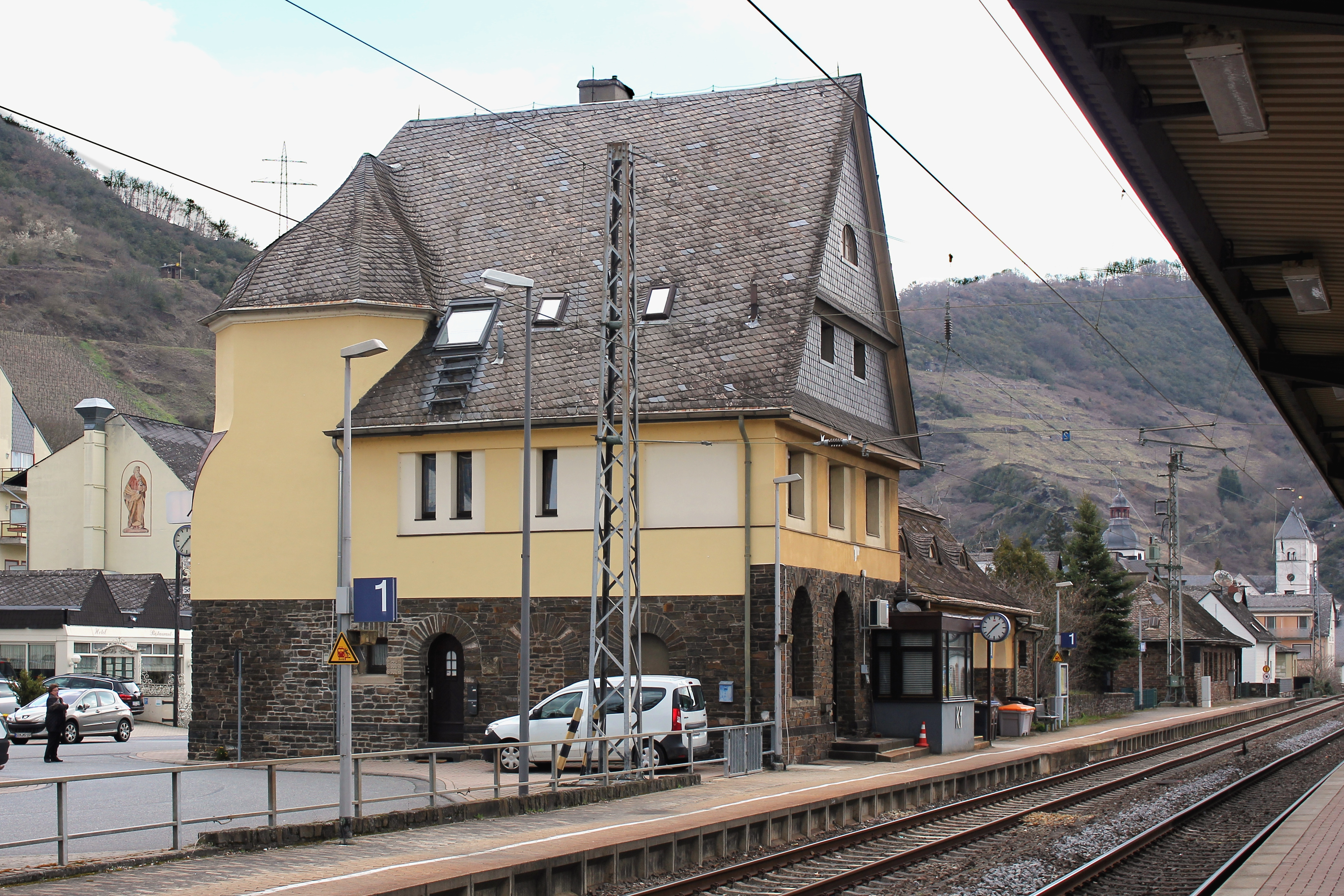
Bahnhofsgebäude

Der Bahnhof Treis-Karden liegt an der Moselstrecke. Er wird von folgenden Linien bedient:
| Linie | Bezeichnung     | Verlauf | Taktfrequenz                                        |
| ----- | --------------- | --- | --------------------------------------------------- |
| IC37  |                 | Düsseldorf – Köln – Bonn – Remagen – Andernach – Koblenz – Treis-Karden – Cochem – Bullay – Wittlich – Trier – Wasserbillig – Luxemburg (Die Züge verkehren zwischen Koblenz und Luxemburg als RE.) | Ein tägliches Zugpaar (entfällt ab Dezember 2025)   |
| RE 1  | Südwest-Express | Koblenz – Treis-Karden – Cochem – Bullay – Wittlich – Trier – Saarbrücken – Homburg – Kaiserslautern – Ludwigshafen Mitte – Mannheim                                                                | 60 min                                              |
| RE 11 | De-Lux-Express  | Koblenz – Treis-Karden – Cochem – Bullay – Wittlich – Trier – Wasserbillig – Wecker – Munsbach – Sandweiler-Contern – Luxemburg                                                                     | 60 min                                              |
| RB 81 | Moseltal-Bahn   | Koblenz – Treis-Karden – Cochem – Bullay – Wittlich – Trier | 60 min (in der HVZ Verstärkerzüge Koblenz – Cochem) |

RE 1 und RE 11 verkehren zwischen Koblenz und Trier in Doppeltraktion und werden in Trier geflügelt. Das Zugpaar der Intercity-Linie 37 verkehrt zwischen Koblenz und Luxemburg als Regionalexpress, sodass der günstigere Nahverkehrstarif gilt. Zwischen Koblenz und Düsseldorf gilt der IC-Tarif der Deutschen Bahn.
Busse verbinden Treis-Karden mit den umliegenden Gemeinden in Eifel und Hunsrück.
In den Jahren vor dem Ersten Weltkrieg bestanden Planungen, eine Eisenbahnstrecke entlang des rechten Moselufers von Bullay nach Koblenz und somit auch über Treis zu bauen. Als Teil einer strategischen Eisenbahn wurde dann 1917 mit dem Bau begonnen. Fertiggestellt wurden aber lediglich der 2565 Meter lange Treiser Tunnel, welcher den Moselbogen von Treis nach Bruttig abkürzen sollte, sowie die von beiden Orten hinführenden Bahndämme. Die Bauarbeiten wurden 1924 endgültig eingestellt. Im Tunnel wurden 1944, im Rahmen eines Programmes zur Verlagerung der Produktion kriegswichtiger Güter in geschützte Untergrundanlagen, elektronische Bauteile produziert. Hierbei wurden auch KZ-Häftlinge eingesetzt, welche in Lagern auf den Bahndämmen zu beiden Seiten des Tunnels untergebracht waren.
Treis-Karden liegt an der B 416, die dort beginnt und in Koblenz an der B 9 endet. Zwischen Treis und Karden überquert die B 49 die Mosel über die Treiser Moselbrücke, sie liegt am Mosel-km 39,99 und ist 225 m lang.
Die Brücke, bereits 1878 geplant, konnte 1925 gebaut werden. Sie wurde 1945 zerstört, aber schon 1946 wieder aufgebaut. Die Brücke war am 9. März 1945 von deutschen Soldaten gesprengt worden, um amerikanische Truppen an der Überquerung der Mosel zu hindern.
Der Mosel-Camino von Koblenz-Stolzenfels nach Trier führt durch Treis-Karden. Er ist Bestandteil des Jakobswegenetzes nach Santiago de Compostela.

## Bilder aus Treis-Karden

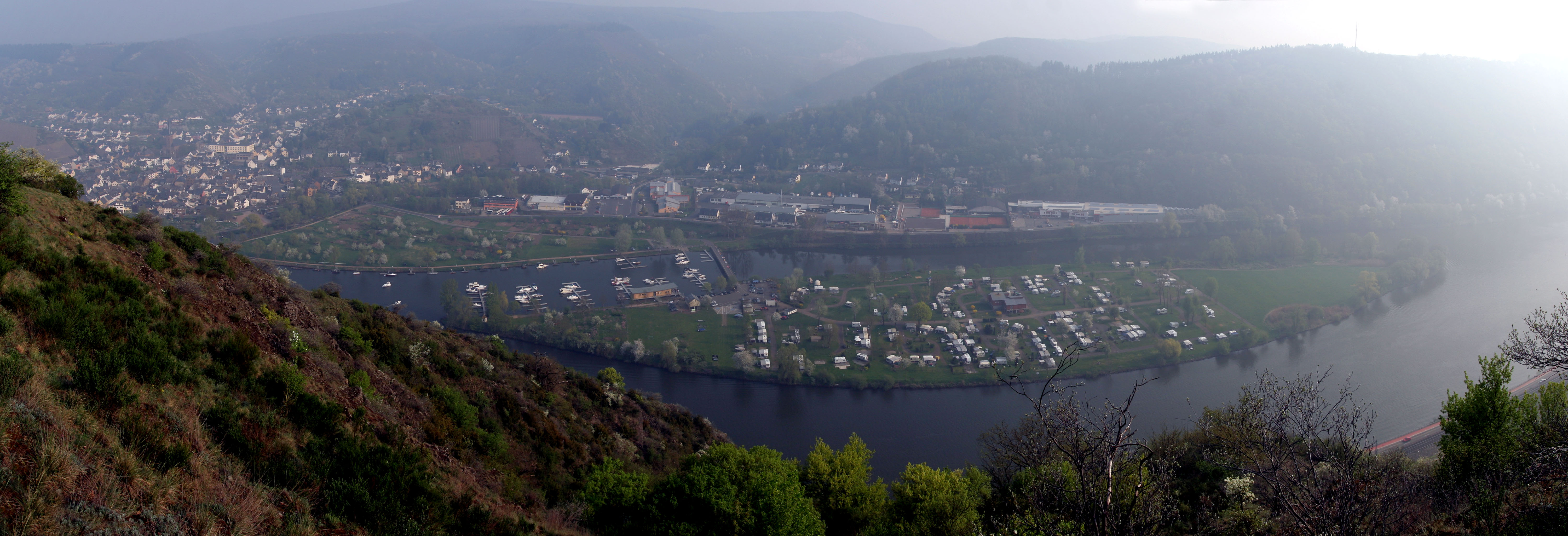
Panorama von Treis mit Moselinsel vom Martberg aus
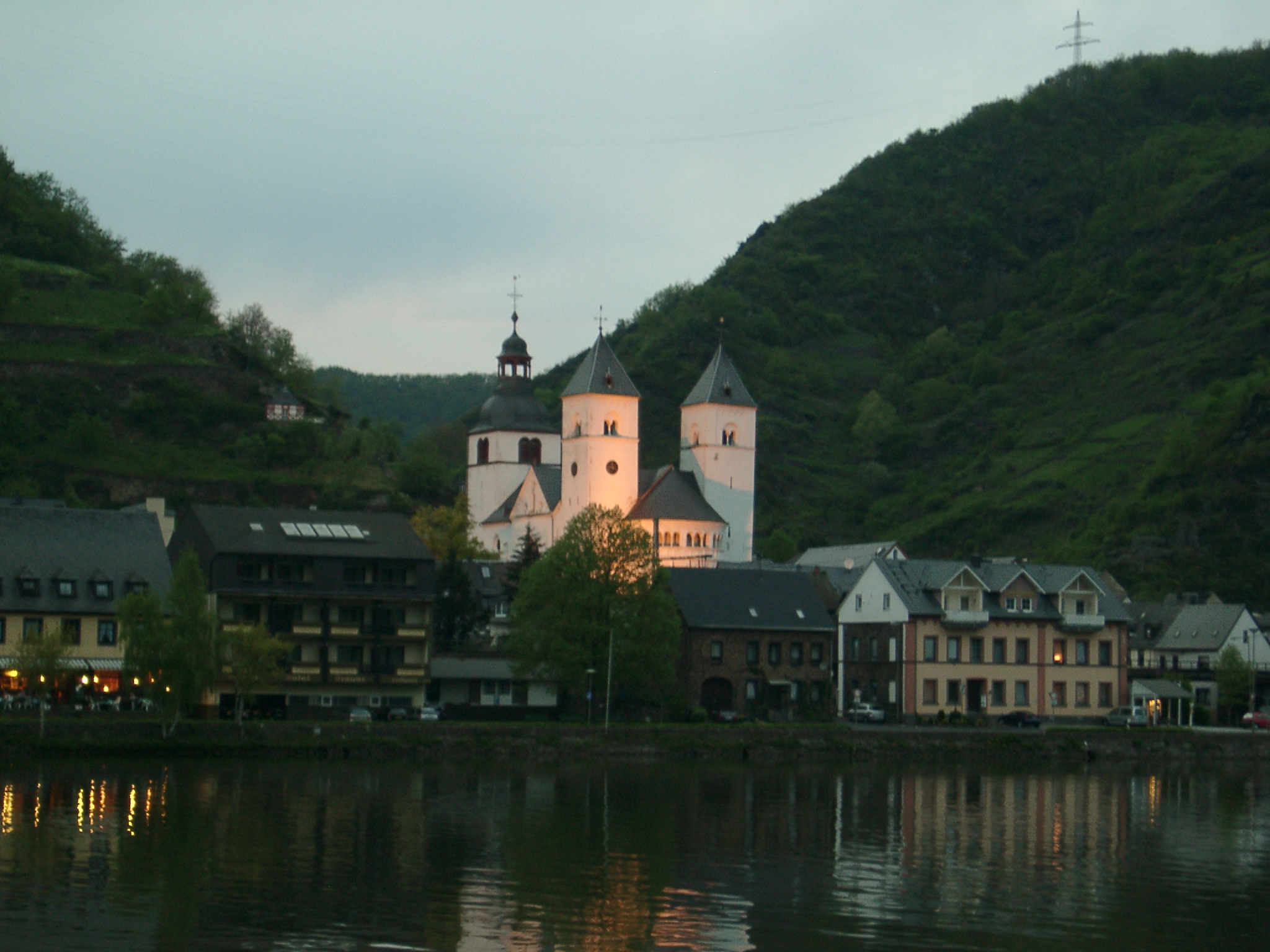
Karden vom gegenüberliegenden Moselufer aus
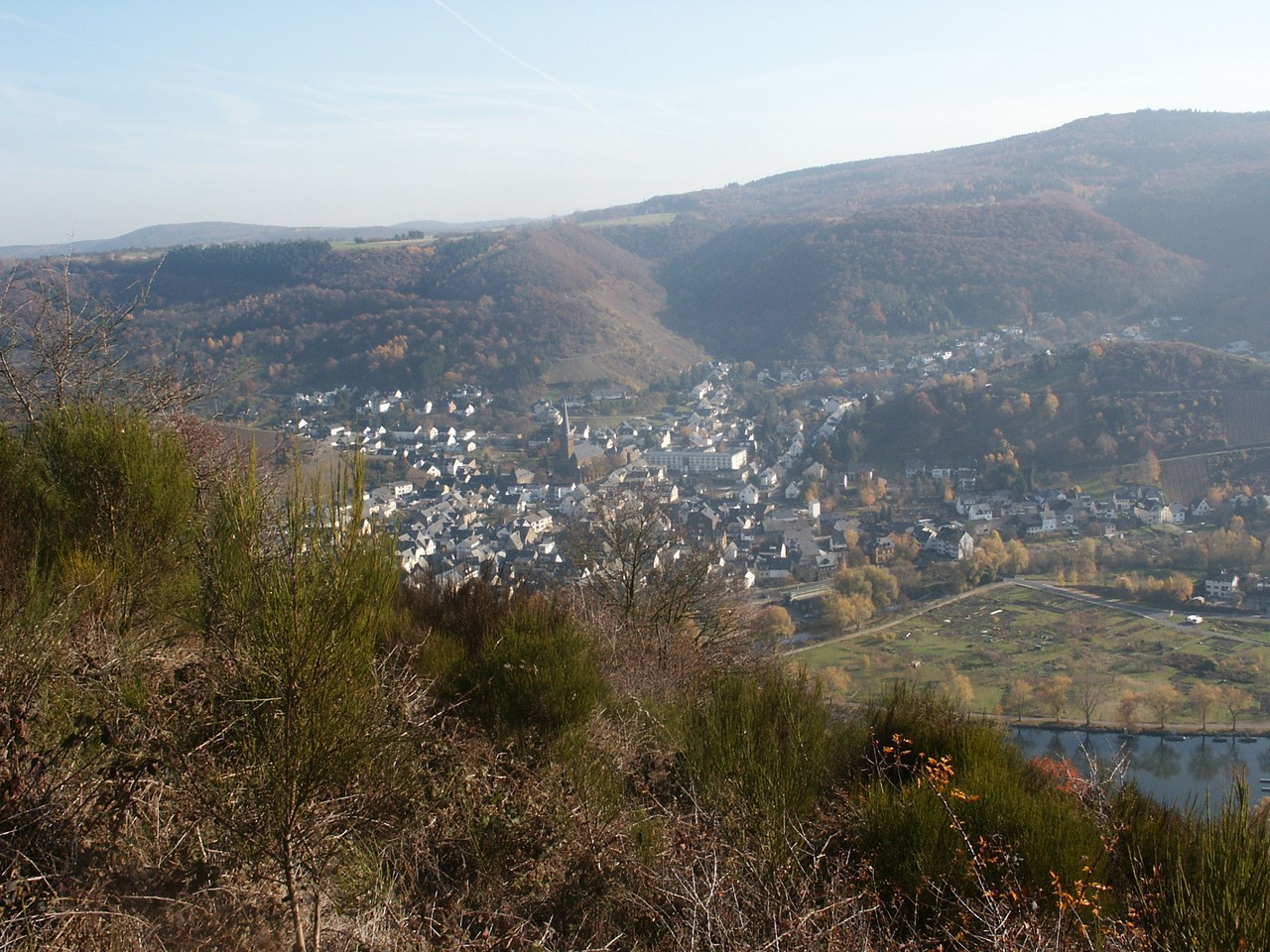
Blick vom Kardener Martberg auf Treis, in der Mitte die Johannes-Kirche
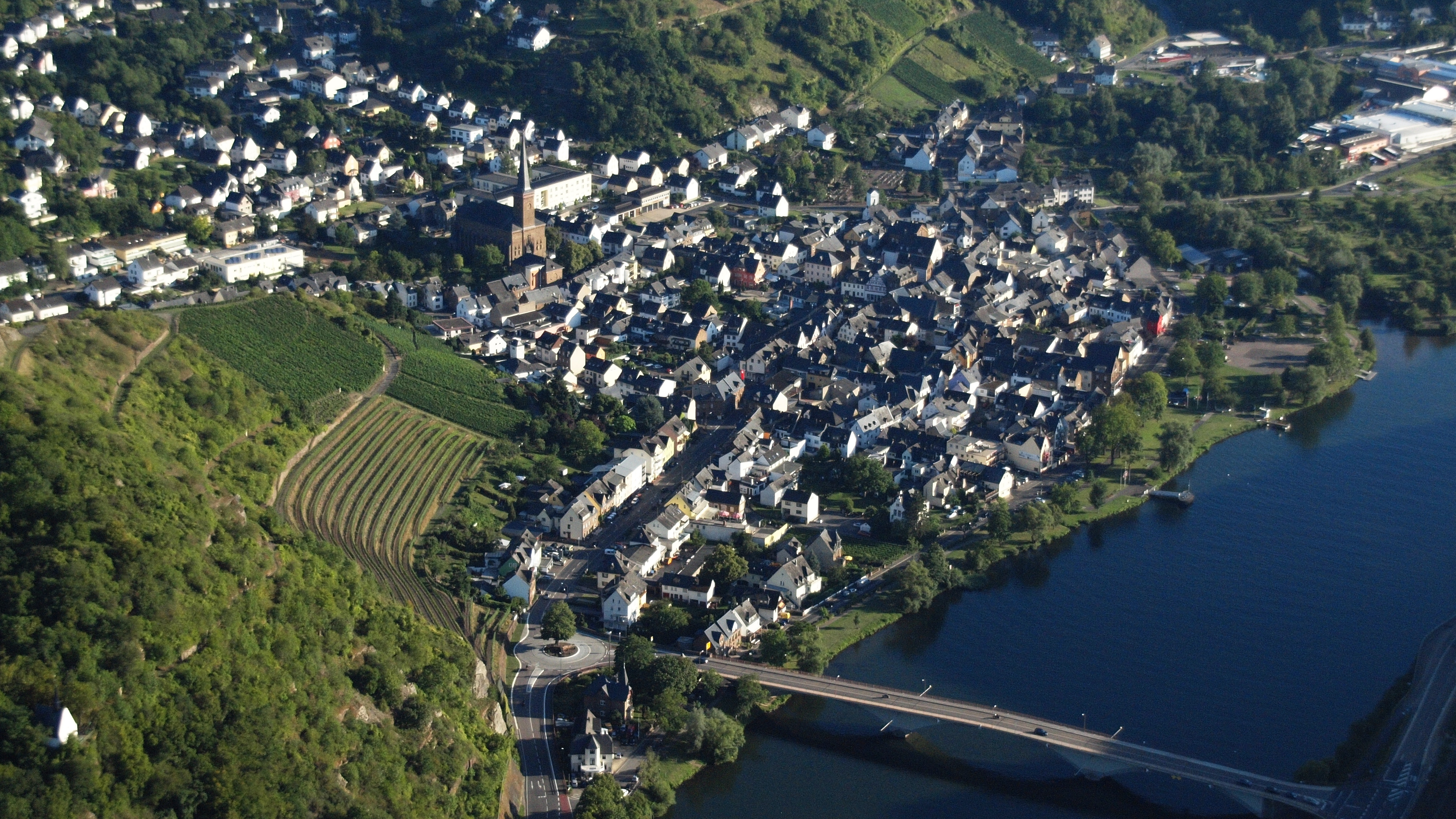
Treis-Karden, Luftaufnahme (2015)
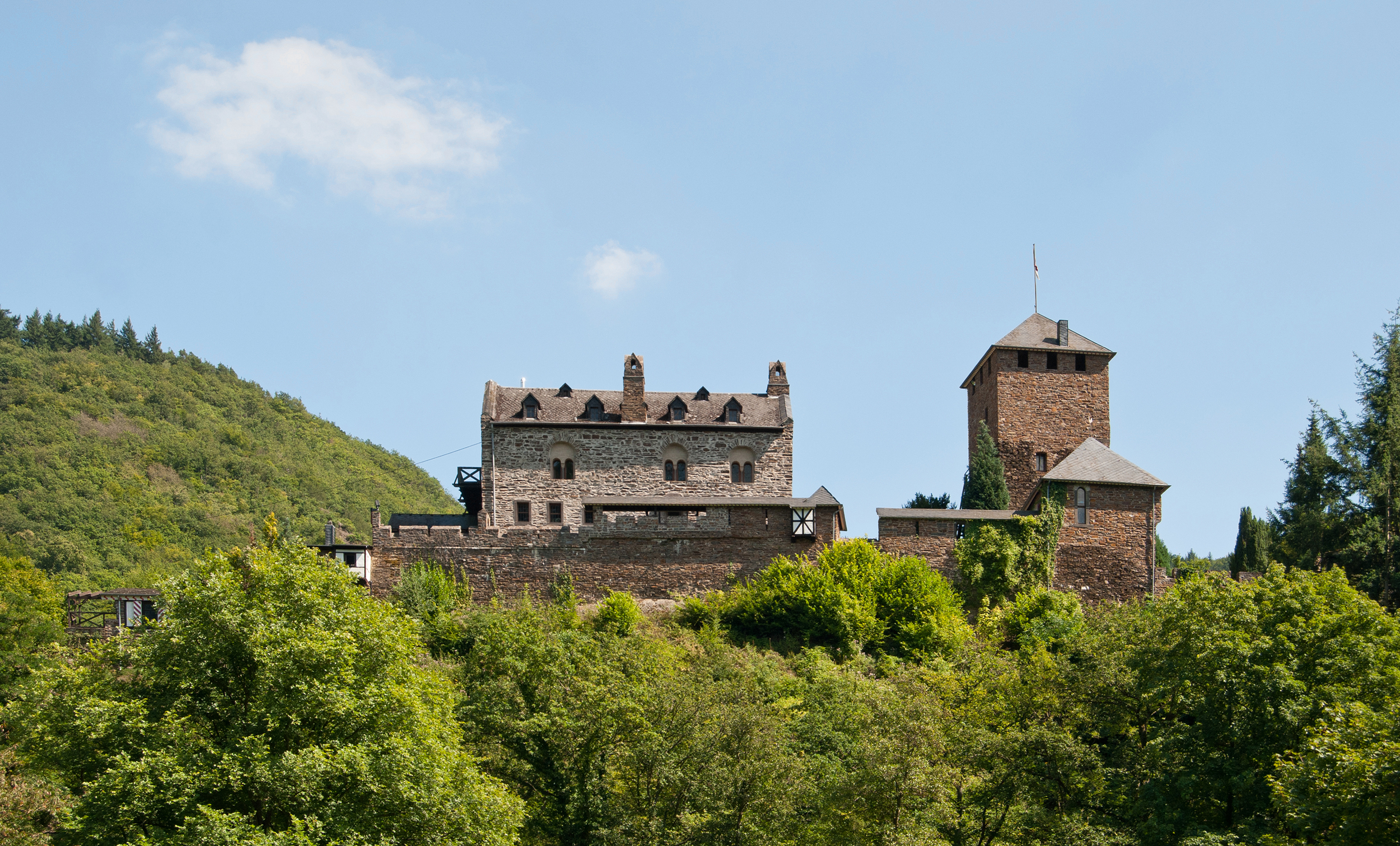
Wildburg
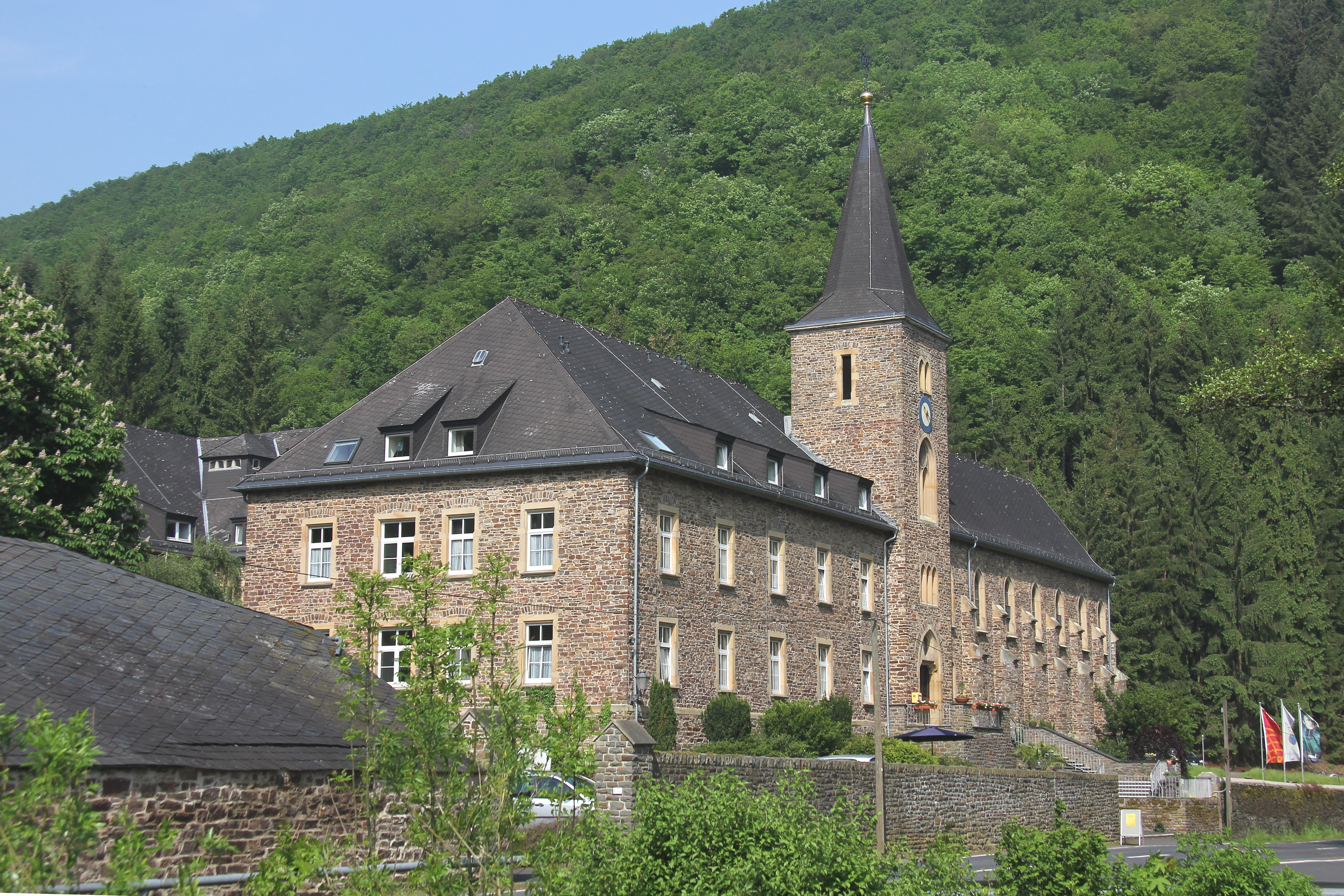
Kloster Maria Engelport
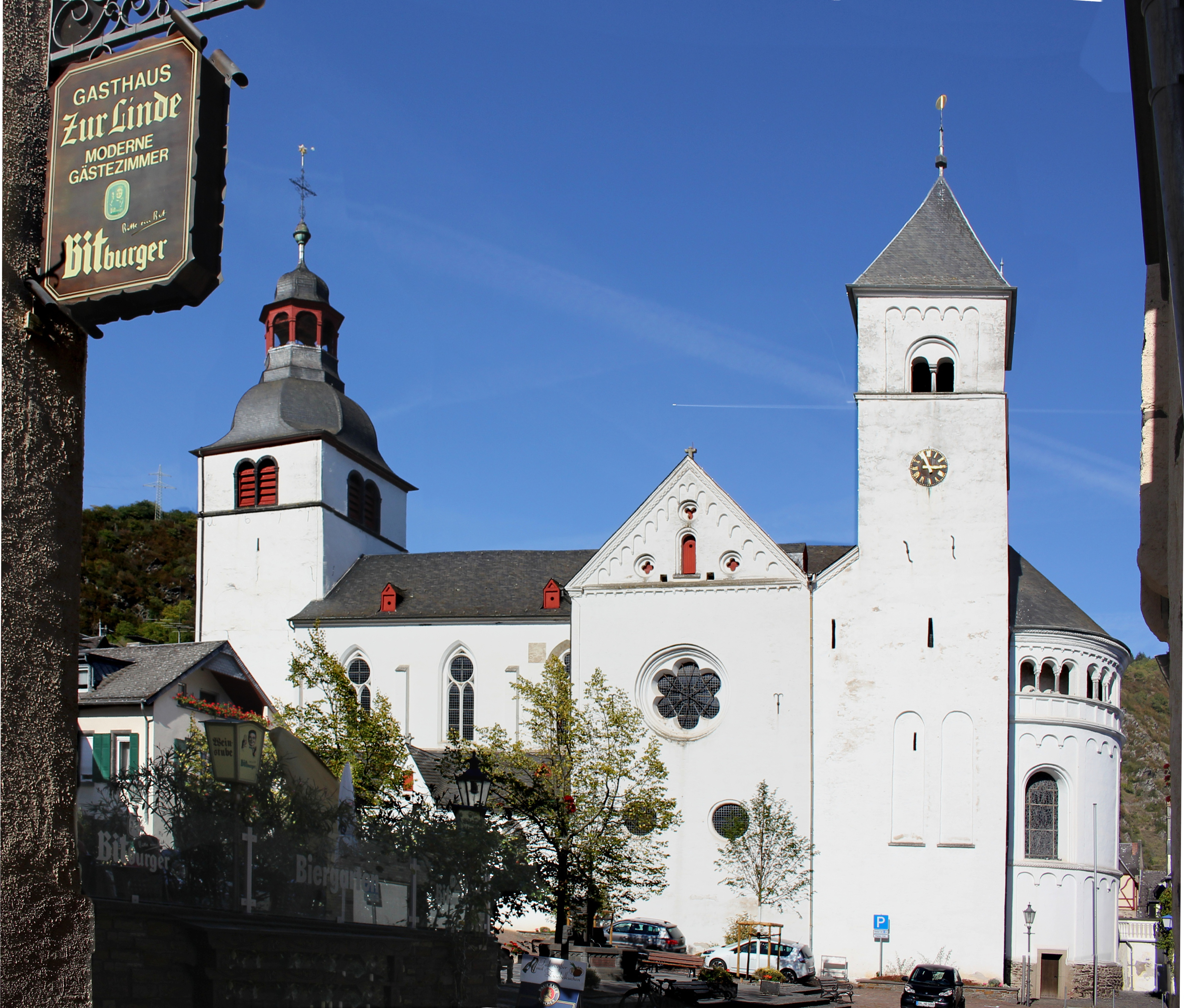
Stiftskirche St. Castor
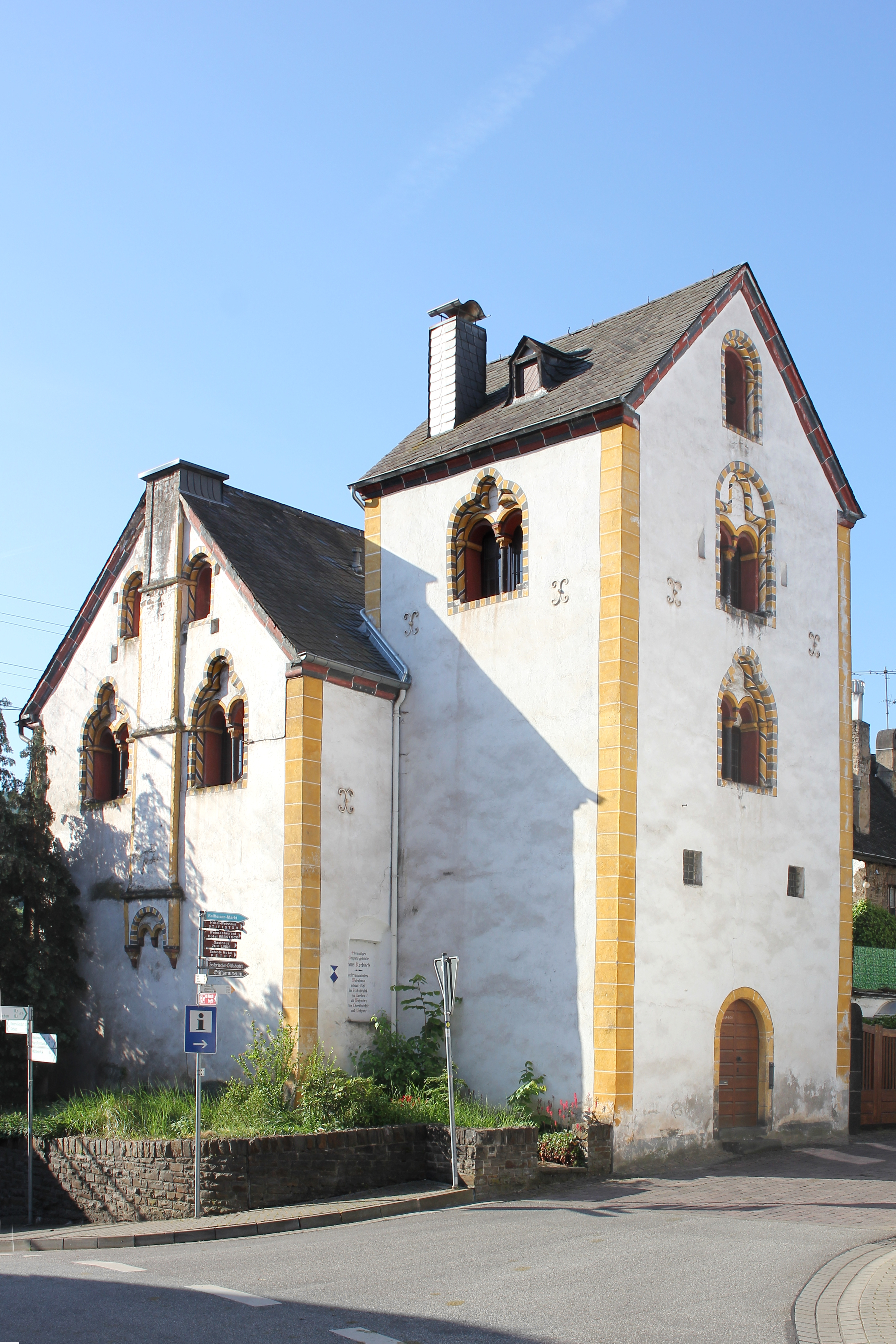
Ehemaliges Propsteigebäude Haus Korbisch (1208)
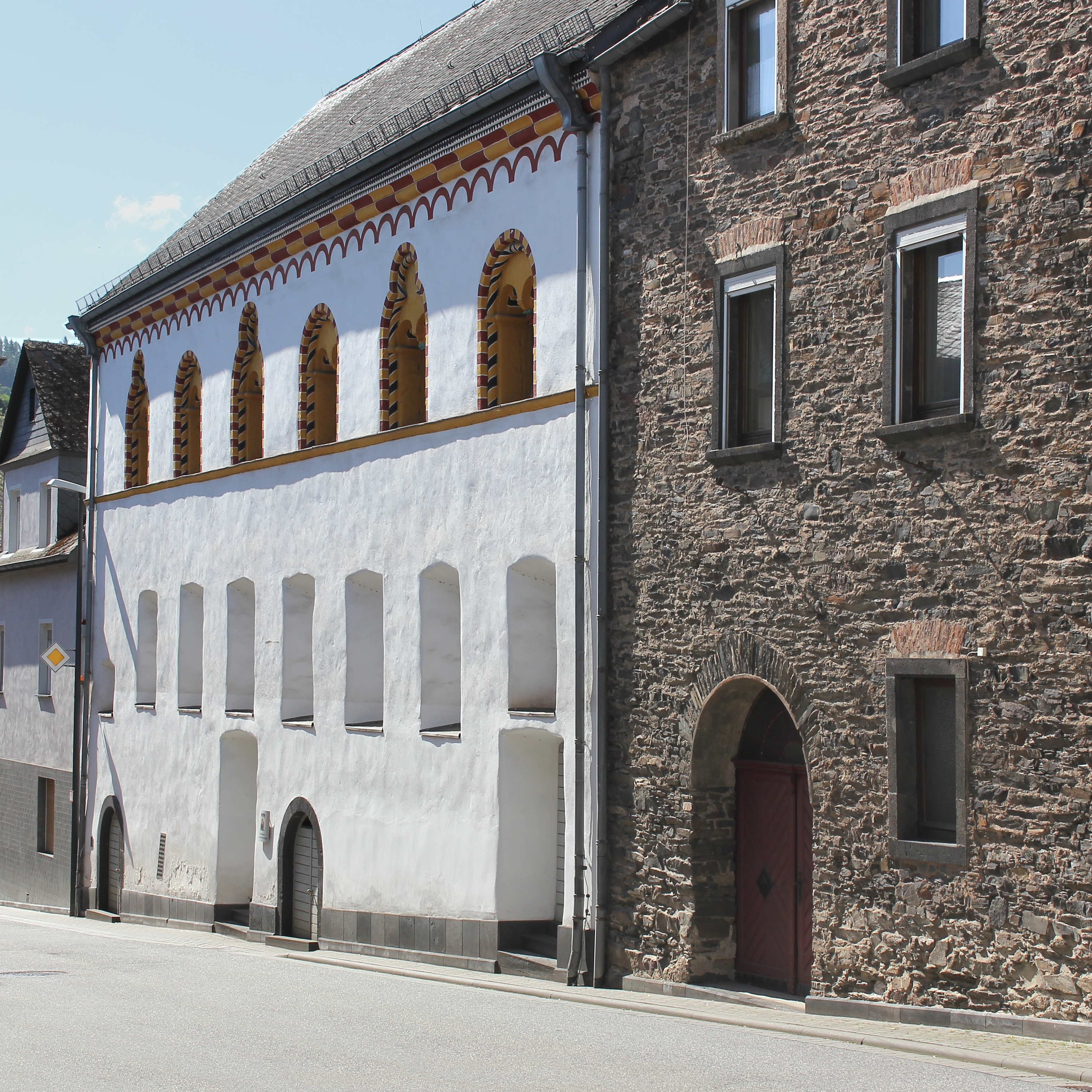
Zehnthaus, ehemaliger Stiftsherrenbau  (1238)
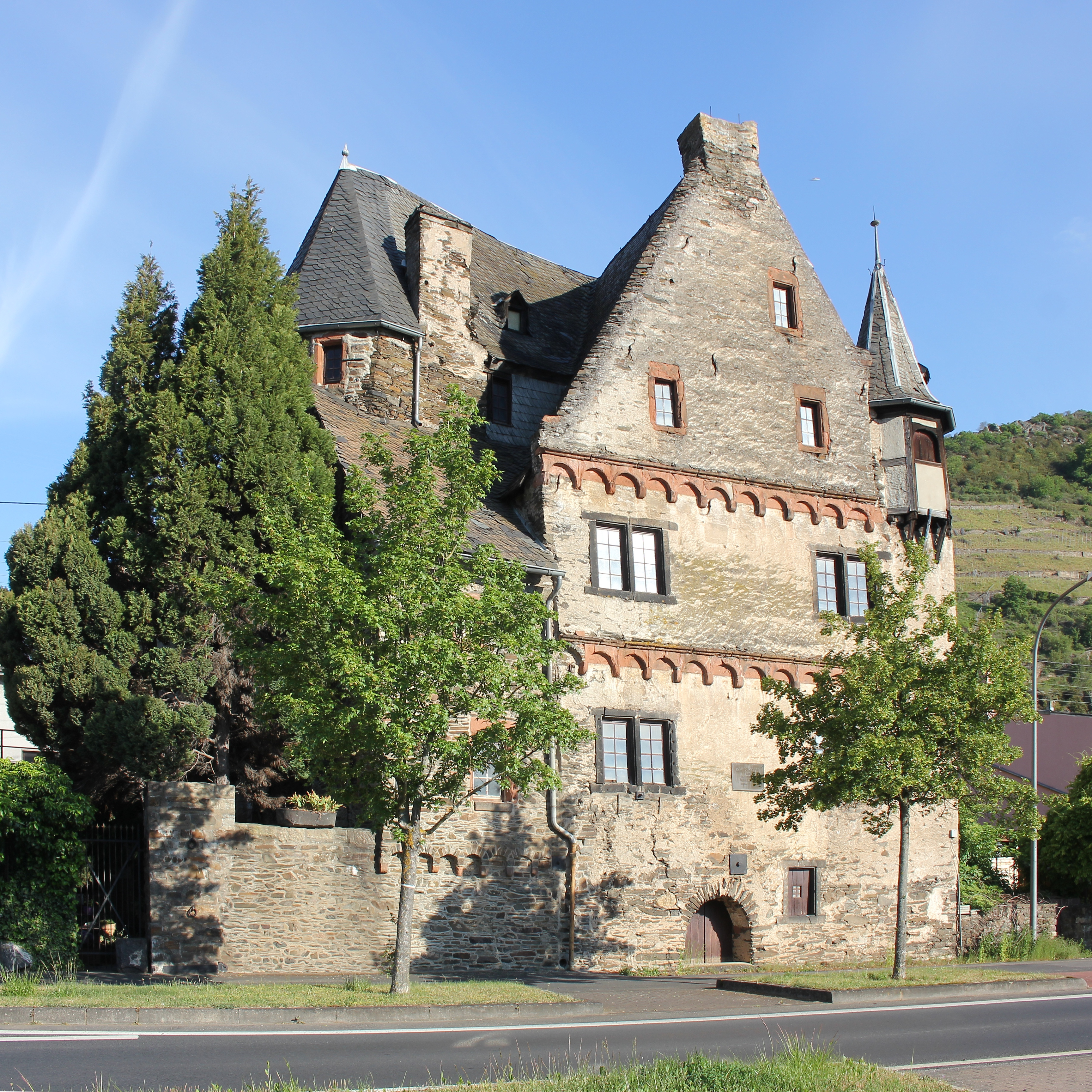
Burghaus, 1562 für den kurtrierischen Schultheißen erbaut
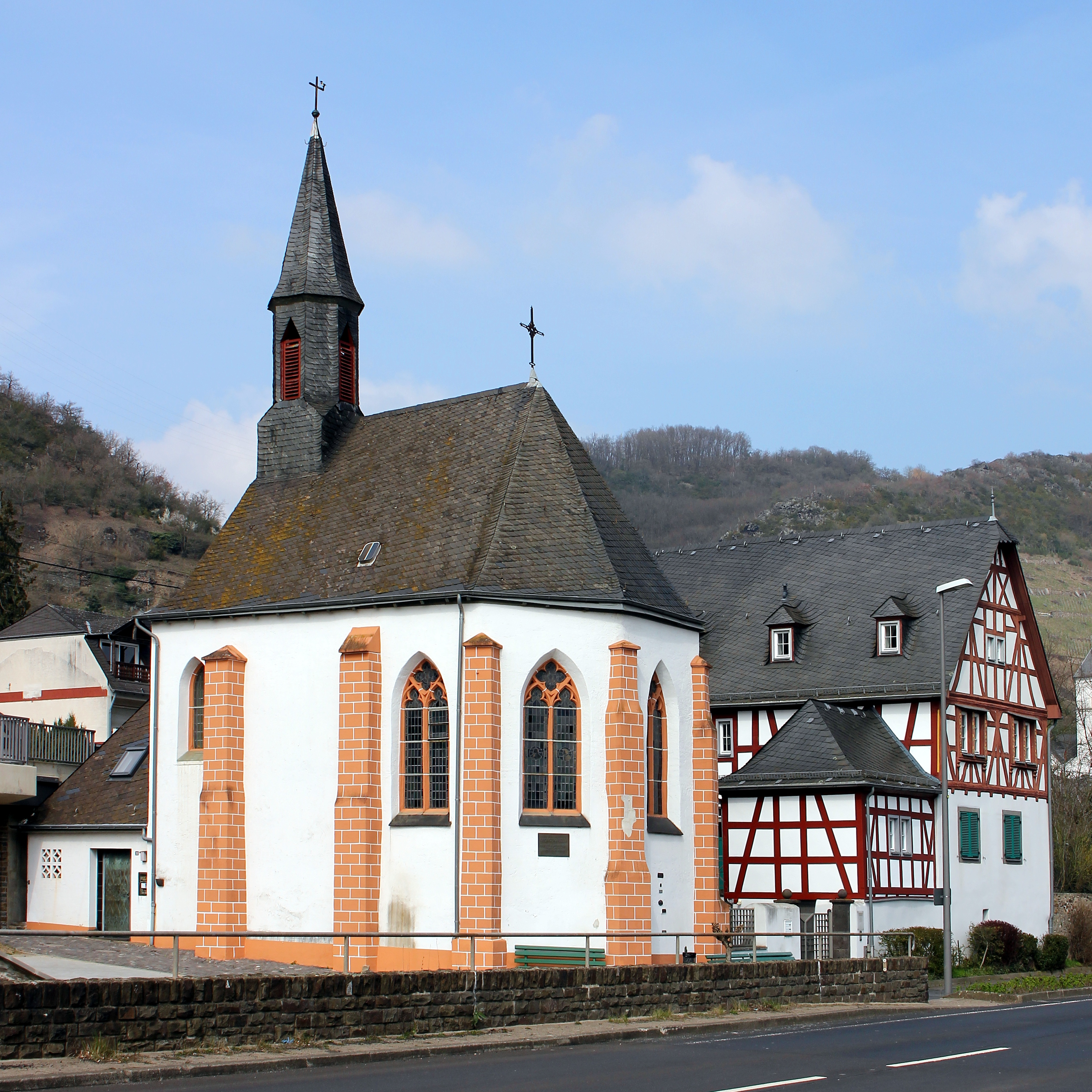
Georgskapelle, heute ev. Kirche
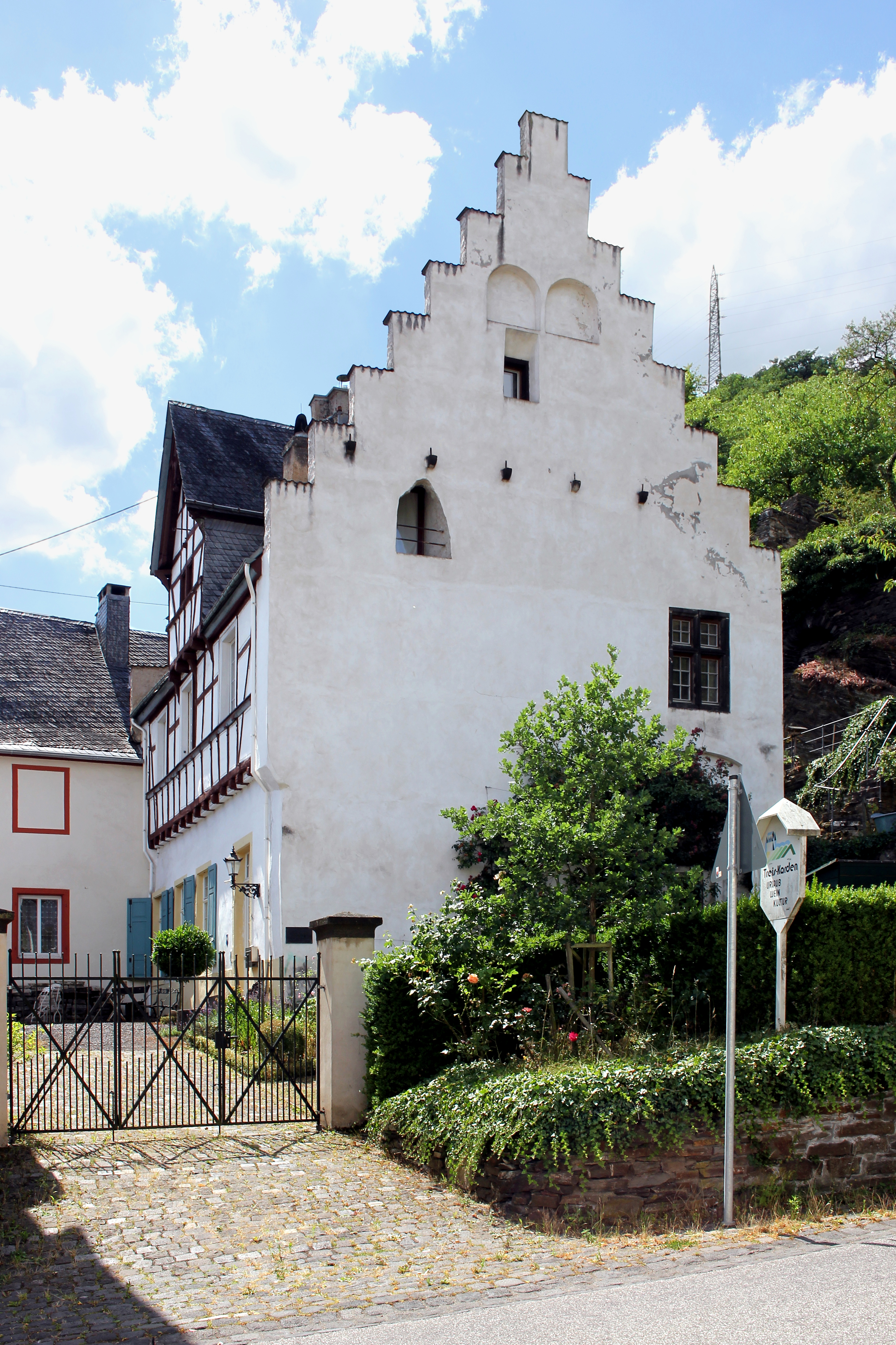
Ehemalige Stiftsschule
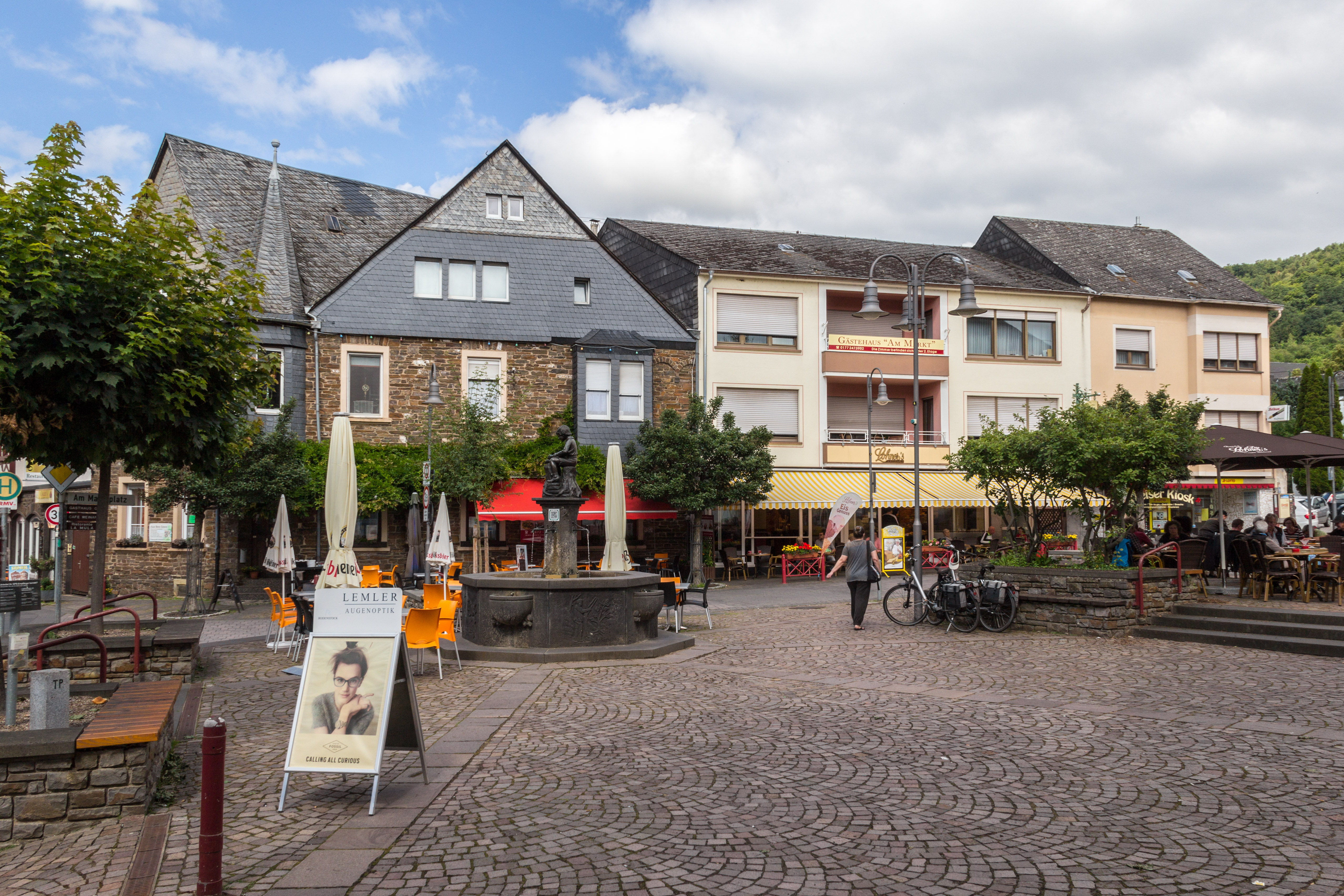
Am Markt in Treis
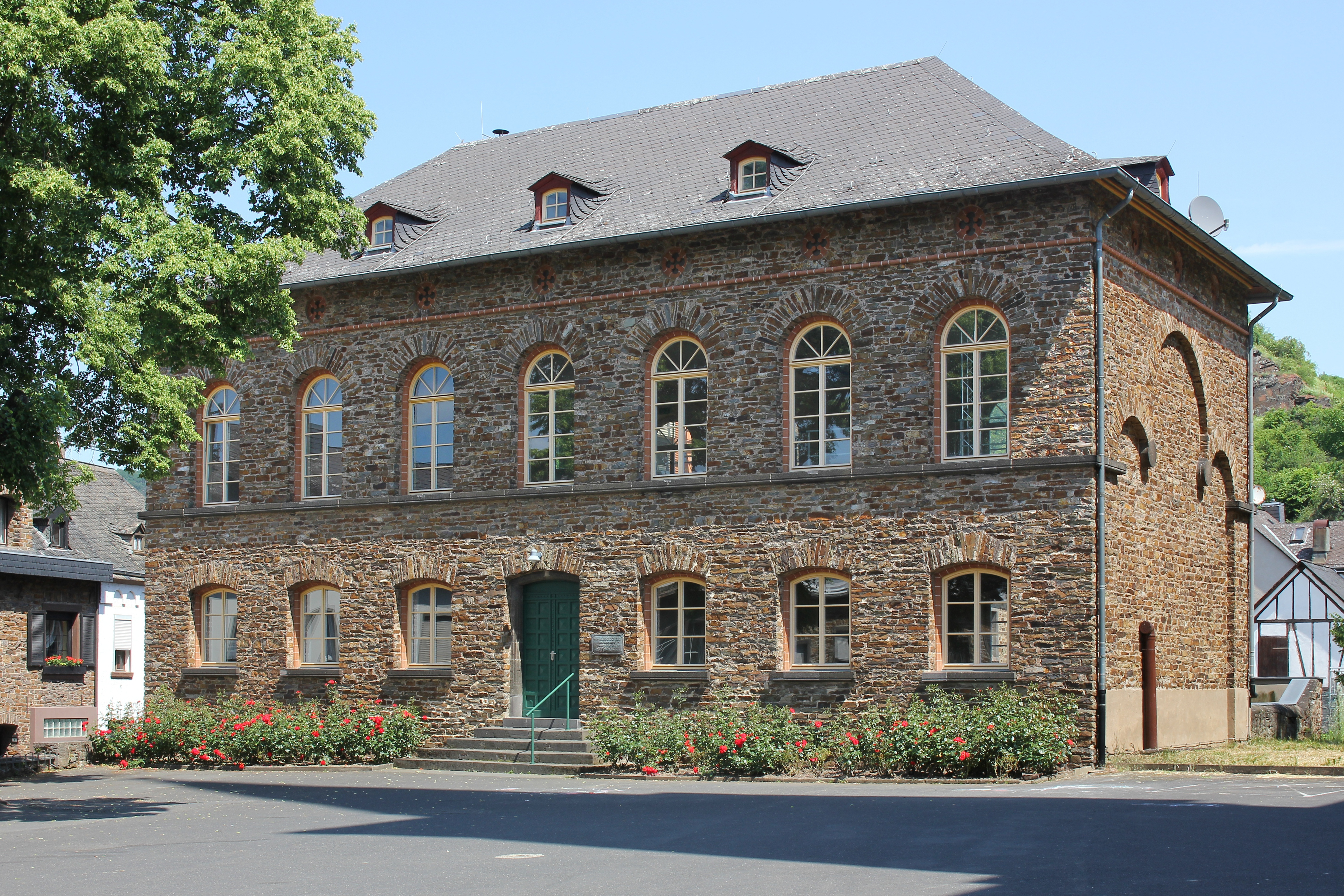
Ehemalige Knabenschule in Treis
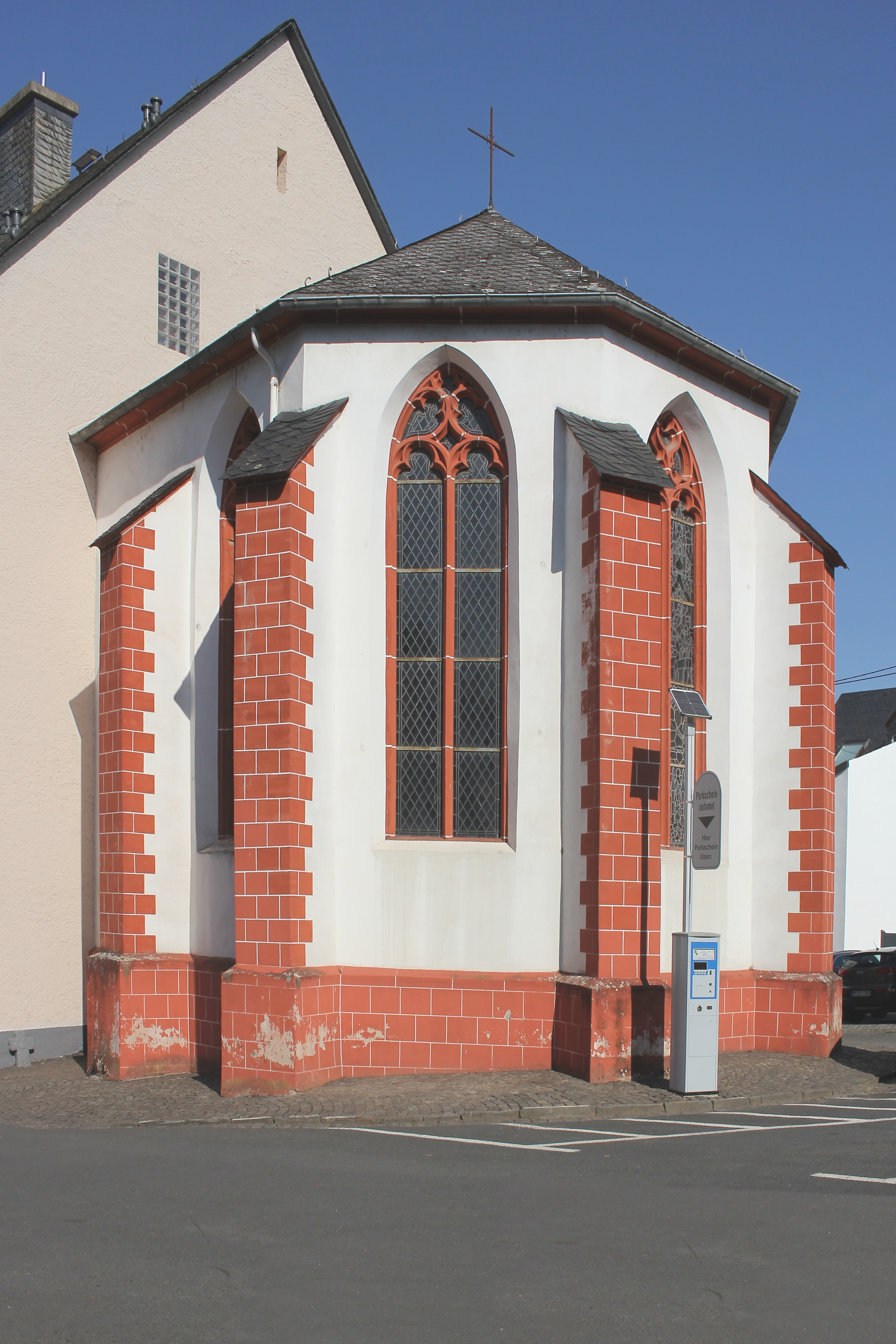
Chor der ehemaligen Pfarrkirche von Treis
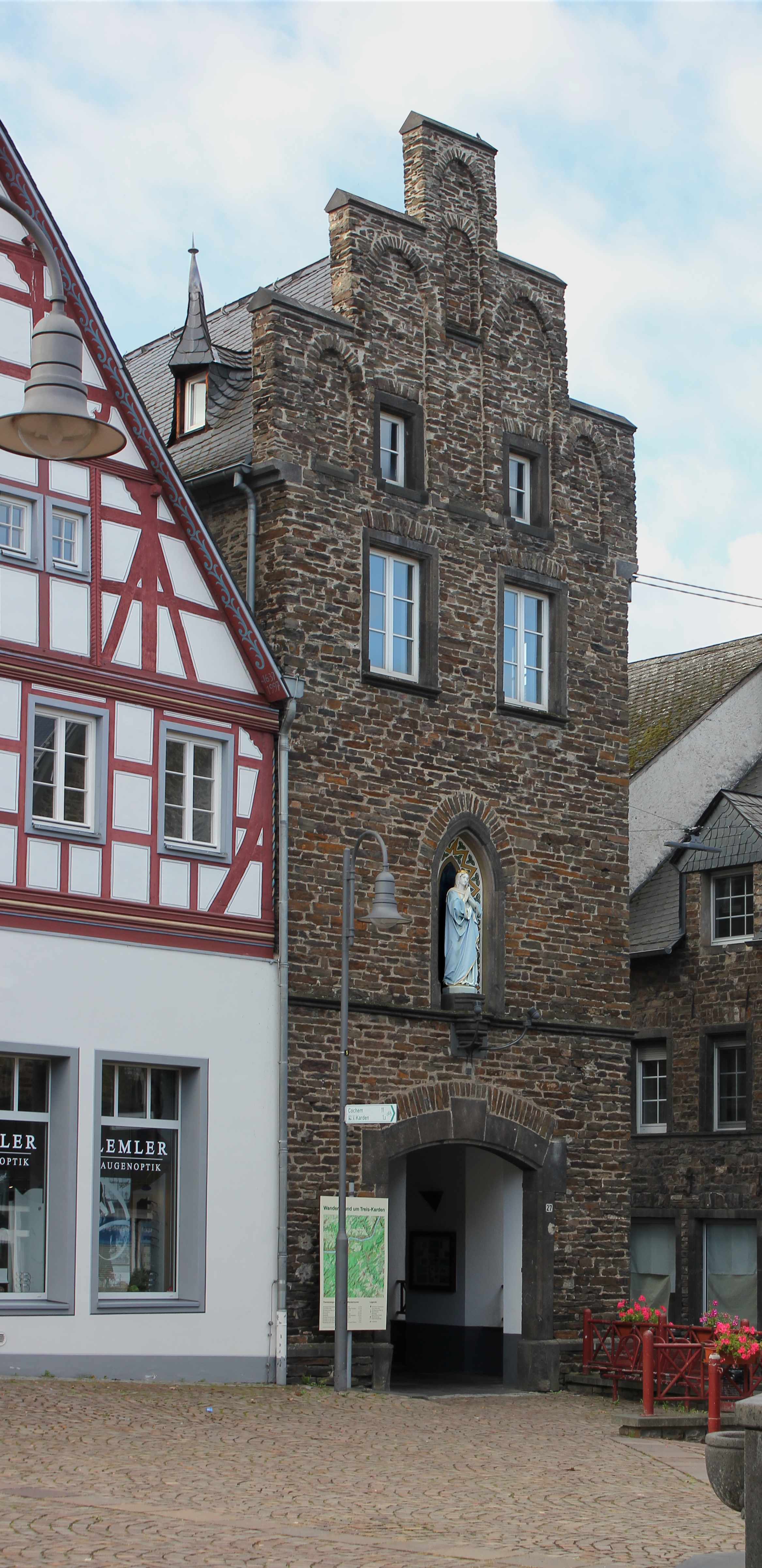
Altes Rathaus
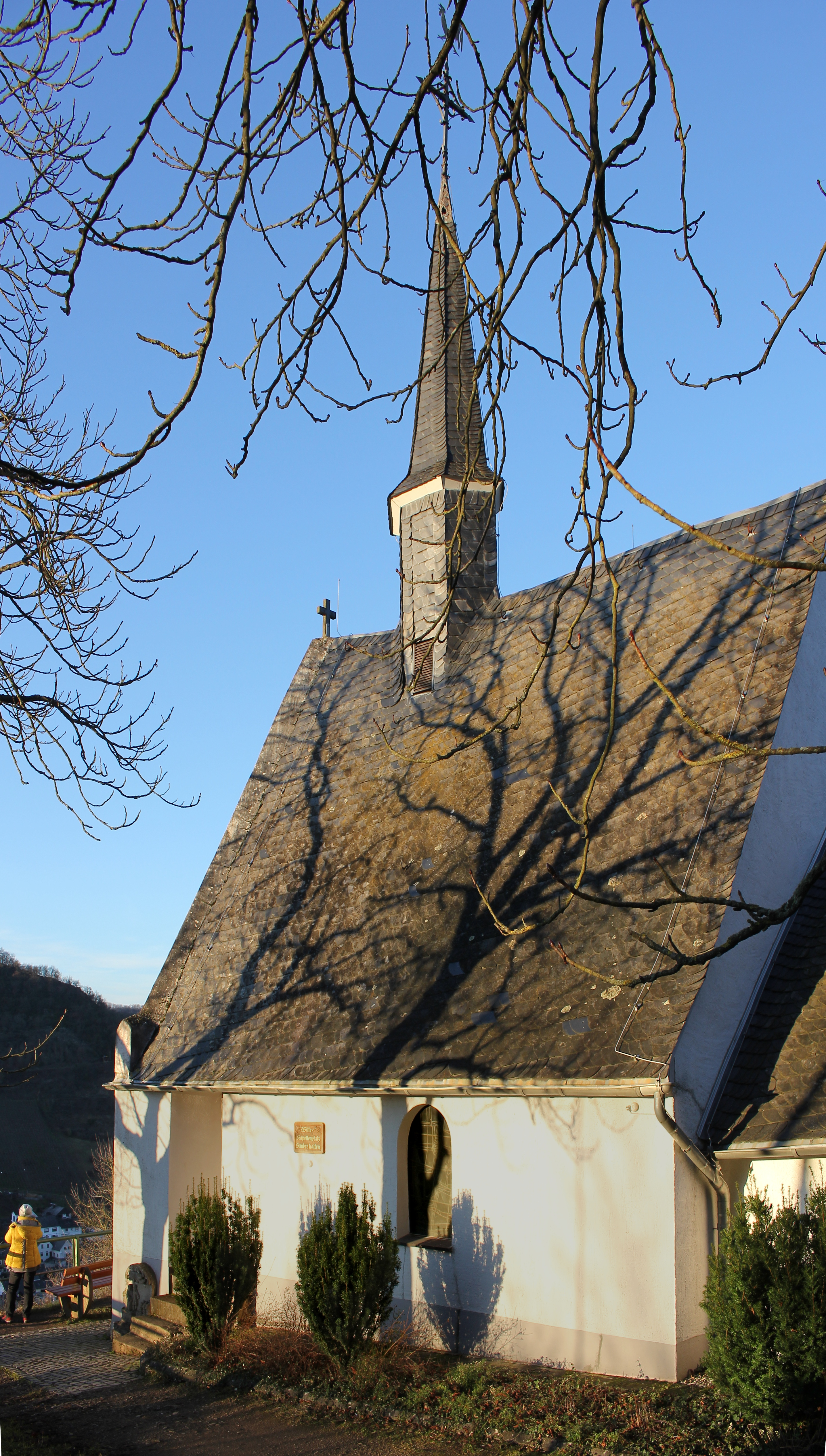
Zilleskapelle
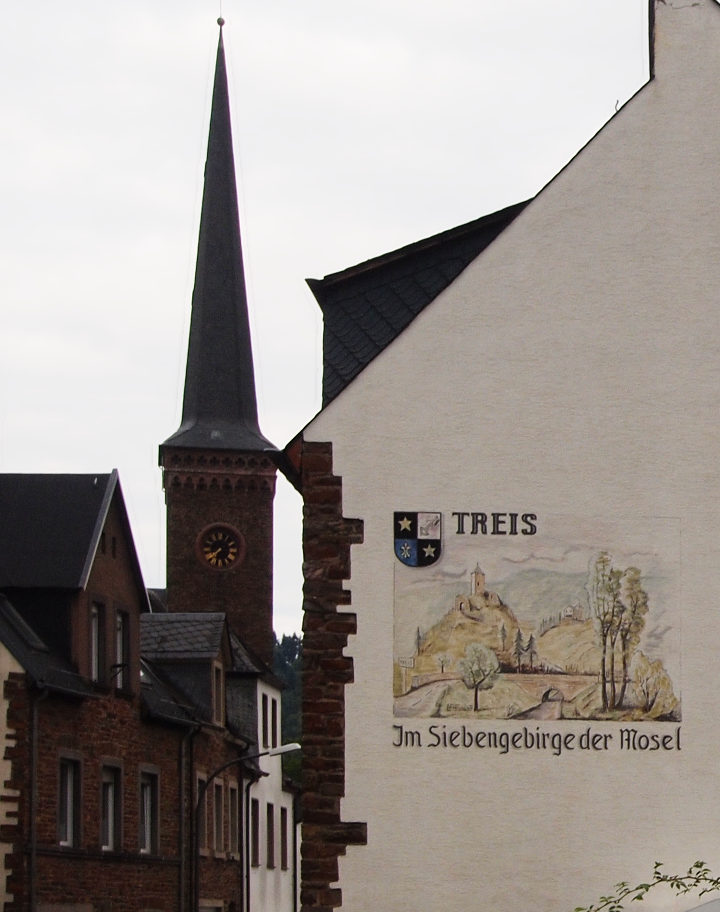
Turm von St. Johannes und Wandmalerei Treis im Siebengebirge der Mosel

## Persönlichkeiten

### Ehrenbürger
- Albert Gilles, Jurist und Landrat des Landkreises Cochem (1950–1960)

### In Treis-Karden geboren
- Ludwig Josef Bleser (1810–1878), Psychiater und Revolutionär 1848/49
- Max Hahn (1895–1939), Jurist, Syndikus, Geschäftsführer des Mitteleuropäischen Wirtschaftstages
- Benedikt Müntnich (* 1952), von 2002 bis 2014 Abt der Abtei Maria Laach
- Norbert Pies (* 1956), Biologe, Sachbuchautor, Regionalhistoriker und Genealoge

### Mit Treis-Karden verbunden
- Heinrich von Bolanden (* um 1215–1286), Probst und Archidiakon im Kollegiatstift St. Castor (Karden).
- Friedrich Bopparder (* um 1460–1519), Vikar, Scholaster und Stiftsdekan im Kollegiatstift St. Castor (Karden).
- Peter Bopparder (um 1470 – um 1538), Kanoniker und Stiftsdekan im Kollegiatstift St. Castor (Karden)
- Heinrich Nikolaus Ignatius von Anethan (1712–1783), Kanoniker im Kollegialstift St. Castor (Karden)
- Manfred Schnur (* 1951), Verwaltungsbeamter, Landrat, wohnt in Treis-Karden
- Benedikt Oster (* 1988), Politiker (SPD), ging in Treis-Karden zur Schule